# Hippotion celerio
Hippotion celerio (Linnaeus, 1758) è un lepidottero appartenente alla famiglia Sphingidae, diffuso in Eurasia, Africa e Oceania.

## Etimologia
L'epiteto specifico celerio è derivato dall'aggettivo latino "cělěr, ěris, ěre" (= celere, rapido, veloce, pronto), presumibilmente riferito al volo di questa falena.

## Descrizione

### Adulto
L'aspetto generale risulta molto simile a quello di Hippotion osiris, da cui si distingue per le dimensioni più ridotte e per la presenza di nervature nere sull'ala posteriore.
Il colore di fondo della pagina superiore dell'ala anteriore è un marroncino-verdastro, attraversato da linee longitudinali più chiare. Una linea argentata, affiancata da una banda anteriore brunastra, corre dall'apice fino al primo quarto del margine interno, che qui risulta nettamente sinuoso. Nella parte anteriore dell'ala, le nervature si stagliano, più chiare, sul resto della superficie. È osservabile una piccolissima macchia discale, tondeggiante e nerastra, talvolta circondata da un'area pressoché bianca. La parte posteriore dell'ala è invece percorsa da linee marroni di intensità diversa, che corrono parallelamente alla linea mediana, oppure al termen; quest'ultimo risulta alternativamente bianco e brunastro, ma non dentellato. L'apice non è falcato, benché nettamente appuntito. Il tornus è netto e ad angolo lievemente ottuso.
La pagina inferiore dell'ala anteriore è campita di un giallo ocra alquanto omogeneo. Non sono distinguibili né la macchia discale, né la linea bianca diagonale, osservabili sul recto dell'ala, ma invece si apprezza chiaramente una fascia chiara post-marginale, che si estende per quasi tutta la lunghezza del termen. Sono presenti inoltre almeno due brevi linee molto scure, circondate da una zona quasi arancione, che dalla posizione post-apicale corrono parallelamente al termen, tra Sc ed M, per poi stemperarsi pian piano nella colorazione di fondo.

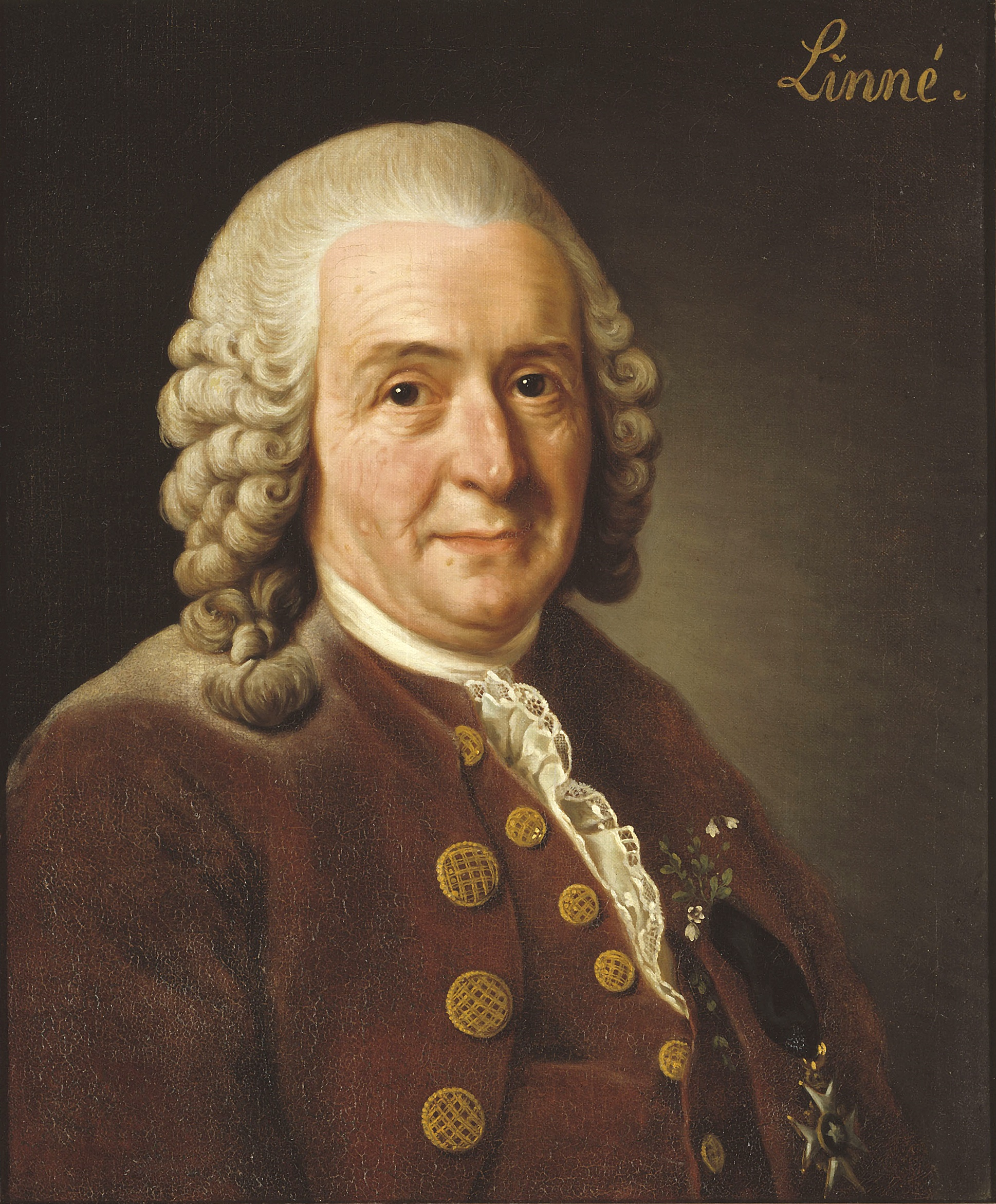
Il medico, botanico e naturalista svedese Carl von Linné (1707-1778), che descrisse la specie nel 1758

Il recto dell'ala posteriore è colorato di un rosso chiaro, in taluni esemplari un rosa acceso, in tutta l'area compresa tra il terzo basale di C e l'angolo anale. Il resto della superficie è nerastro nella parte basale e marroncino chiaro in quella distale; il colore scuro della parte interna continua peraltro lungo le nervature, tra Sc ed M, fino a riunirsi distalmente in una banda che corre parallelamente al termen, fino all'angolo anale. Il termen continua l'alternanza di colorazione bianca e marrone che si osserva nell'ala anteriore, e non presenta dentellatura.
Nel verso dell'ala posteriore, la colorazione di fondo è un giallo-arancione che si stempera in un rosa spento nella zona anale e nel margine interno. La campitura è attraversata da due linee zigzaganti brunastre, parallele al termen, che dal terzo distale di C, giungono fin quasi a 1A+2A.
Va segnalata altresì una notevole variabilità nei dettagli cromatici, con la possibilità di distinguere diverse forme, in passato riconosciute come sottospecie: nella f. pallida Tutt, 1904 la colorazione di fondo è molto più pallida; nella f. rosea Closs, 1911 le ali tendono ad una colorazione più rossiccia; nella f. brunnea Tutt, 1904 le tonalità predominanti sono più scure; nella f. augustii Trimoulet, 1858 le macchie nerastre sono così estese da ricoprire quasi interamente le ali; nella f. luecki Closs, 1912 le linee argentate sono assenti; nella f. sieberti Closs, 1910 la linea obliqua sull'ala anteriore è giallastra anziché argentata.
Le antenne sono moniliformi e appena clavate, di colore giallo-marroncino e lievemente uncinate all'estremità distale; la loro lunghezza è pari a circa un terzo della costa dell'ala anteriore. Gli occhi sono grandi e la spirotromba è rossastra. Nei palpi labiali, il primo segmento presenta fitte setole sulla superficie interna, e non si mostra convesso su quella esterna, mentre il secondo segmento è del tutto privo di setole apicali. I pilifer sono trasformati in recettori acustici per rilevare gli ultrasuoni.
Il torace è dorsalmente brunastro, con una marcata linea dorsale più chiara e due linee dorso-laterali giallastre, meno pronunciate; a livello delle tegulae si possono osservare anche scaglie piliformi biancastre; la superficie ventrale è al contrario molto chiara, di un giallino pallido.
Nelle zampe anteriori, la fila esterna di spine sul primo segmento tarsale è affiancata da una seconda fila di spine più piccole.
L'addome è dorsalmente appena più chiaro del torace, con una banda dorsale bianca, affiancata da due fasce scure e punteggiata da una sottile linea nerastra per ogni segmento; non si osservano bande laterali, mentre gli stigmi sono chiaramente visibili, in quanto molto scuri; la superficie ventrale assume tonalità grosso modo affini a quelle del torace.
Nel genitale maschile, le valve sono simili a quelle di H. velox, mentre l'harpe è molto più tozzo e pressoché dritto, ma concavo all'apice e con i bordi sollevati. La guaina dell'edeago presenta due file di dentelli, così come in H. velox.
Nel genitale femminile, il gonoporo è ovale, con bordi sollevati a formare una figura a ferro di cavallo; non sono presenti processi.
L'apertura alare è 60–70 mm nel maschio e 70–75 mm nella femmina.

### Uovo
L'uovo può essere di forma e dimensioni variabili, da sferico a ovoidale; di solito è chiaro e lucido, con una colorazione verde-bluastra, che vira repentinamente verso il giallo-verdastro durante gli attimi che precedono l'emersione del bruco. Le uova vengono deposte singolarmente su entrambe le pagine della foglia della pianta ospite, spesso in prossimità del meristema apicale. Di regola la femmina depone un solo uovo per germoglio, preferendo ad esempio i getti di vite più bassi, situati in vicinanza di muretti o staccionate, oppure adiacenti al terreno.

### Larva
Il bruco può avere una colorazione verde oppure marroncina; alla schiusa misura circa 4 mm, per poi raggiungere gli 80–90 mm a completa maturazione. Il capo è molto piccolo rispetto al resto del corpo. Al primo stadio la larva appare di un giallo molto tenue e traslucido, con un cornetto caudale nero e tubercolato, alquanto sproporzionato, che può raggiungere anche la metà della lunghezza del corpo. Dopo alcune ore la colorazione muta in un verde più intenso e lucido, punteggiato di piccolissime macchiette nere. Le zampe sono marroncine e le pseudozampe sono verdi. Al secondo stadio compaiono per la prima volta due macchie ocellate molto evidenti sul primo e sul secondo segmento addominali; le prime macchie sono più grandi, giallo verdastre e bordate di bianco e di nero, a loro volta con tre-quattro piccole screziature bianche all'interno; le seconde sono invece più piccole e bianco-giallastre, bordate di nero; nella variante marrone, le prime macchie risultano nere, bordate di rosso e di nero, con tre-quattro screziature bianche all'interno, mentre le seconde sono arancioni, bordate di rosso. Sempre alla seconda età, il cornetto caudale si biforca all'apice, pur senza accrescersi ulteriormente. Durante il terzo stadio, le macchie ocellate raggiungono la propria colorazione definitiva, e compare pure una linea dorso-laterale gialla per lato (nerastra nella variante marrone), dal terzo segmento toracico fino al cornetto caudale; quest'ultimo assume alla base una colorazione rossastra. Gli spiracoli sono pressoché invisibili. Nell'ultimo stadio, la maggior parte degli esemplari vira verso una colorazione brunastra, con la comparsa di larghe bande oblique scure lungo i fianchi, mentre alcuni rimangono verdi fino all'impupamento.

### Pupa
La pupa è lunga 45–51 mm, lucida e compressa lateralmente, con un colore bruno-grigiastro, punteggiato di macchie nere più o meno estese. La spirotromba è nettamente distinguibile e gli spiracoli sono neri, mentre il cremaster è lungo, conico e provvisto di alcuni dentelli. Si rinviene all'interno di un bozzolo marrone intessuto con fibre lasse, tra gli strati di lettiera o subito sotto la superficie del terreno. A differenza di quanto si osserva in altre forme affini, non rappresenta lo stadio svernante.

## Biologia

### Comportamento
Il periodo di incubazione è compreso tra cinque e dieci giorni. Immediatamente dopo la schiusa, la larva divora le vestigia dell'uovo, per poi spostarsi in un luogo più riparato (di solito la pagina inferiore di una foglia), ove rimane inattiva per parecchie ore. In seguito, dopo che la colorazione dell'esoscheletro è divenuta più scura e lucida, inizia a nutrirsi delle parti più tenere delle foglie della pianta nutrice, accrescendosi ed effettuando diverse mute, via via che le dimensioni aumentano. In questa fase, se viene disturbata, la larva tende a ritrarre il capo contro il torace, rigonfiando contemporaneamente i primi due segmenti addominali, ed espandendo così i falsi occhi con funzione di dissuasione. È raro che una foglia venga spogliata completamente da questi bruchi, che tendono piuttosto a spostarsi cercando via via tessuti più teneri. Quando si approssima la fase dell'impupamento, di solito la larva si allontana dalla zona utilizzata per l'accrescimento, restando appesa allo stelo della pianta ospite, apparentemente inattiva. La pupa è di regola rinvenibile negli strati superficiali del terreno. L'adulto è un forte volatore diurno, e negli anni più caldi si spinge ad occupare le zone più settentrionali del Nordafrica e dell'Europa centrale e meridionale, tanto che non è semplice definire una netta linea di confine tra l'areale in cui la specie si può considerare stanziale e quello occupato di volta in volta dalla fase migratoria. A riposo, le macchie rossastre sulle ali posteriori non sono visibili, in quanto nascoste sotto quelle anteriori; tuttavia, se l'animale viene disturbato, tende ad esibirle per sorprendere l'eventuale aggressore, prima di volare via.
Le distanze coperte da questa specie durante i propri spostamenti sono ragguardevoli, potendo raggiungere, in certe occasioni, fino a 1.700-1.900 miglia in due giorni (oltre 3.000 km), ad esempio per spostarsi tra l'arcipelago britannico e le Azzorre.

### Periodo di volo
Nell'areale in cui risulta stanziale, la specie è multivoltina, potendo effettuare fino a cinque generazioni l'anno, con adulti rinvenibili in ogni stagione. In Europa si osservano gli adulti da luglio-agosto a ottobre-novembre, ma nel Meridione anche più presto, e nel nord del continente solo in tarda estate.

### Alimentazione

#### Larva
Sono stati riportati casi di danni alle colture di vite; tuttavia, pur preferendo i generi Vitis, Parthenocissus e Galium, i bruchi di questa specie sono polifagi, potendo accrescersi a spese di un gran numero di piante nutrici, tra cui:
- Acacia Mill., 1754 (Mimosaceae o Fabaceae)
  - Acacia caffra (Thunb.) Willd., 1806
  - Acacia karoo Hayne, 1827
- Alocasia (Schott) G.Don, 1839 (Araceae)
  - Alocasia macrorrhizos (L.) G.Don, 1839
- Anchomanes Schott, 1853 (Araceae)
  - Anchomanes difformis (Blume) Engl., 1879
- Arum L., 1753 (Araceae) (gigaro)
- Begonia L., 1753 (Begoniaceae) (begonia)
- Beta L., 1753 (Chenopodiaceae o Amaranthaceae)
  - Beta vulgaris L., 1753 (barbabietola)
- Boerhavia L., 1753 (Nyctaginaceae)
  - Boerhavia diffusa L., 1753
  - Boerhavia elegans Choisy, 1849
  - Boerhavia erecta L., 1753
- Caladium Vent., 1800 (Araceae)
  - Caladium bicolor (Aiton) Vent., 1800
- Cayratia Juss., 1818 (Vitaceae)
- Cissus L., 1753 (Vitaceae)
  - Cissus antarctica Vent., 1803
- Clematicissus Planch., 1887 (Vitaceae)
- Colocasia Schott, 1832 (Araceae)
  - Colocasia antiquorum Schott, 1832 (aro d'Egitto)
  - Colocasia esculenta (L.) Schott, 1832 (taro)
- Commicarpus Standley, 1909 (Nyctaginaceae)
  - Commicarpus pentandrus (Burch.) Heimerl, 1934
- Convolvulus L., 1753 (Convolvulaceae) (convolvolo)
- Cryptocoryne Fisch. ex Wydler, 1830 (Araceae)
- Cyphostemma (Planch.) Alston, 1931 (Vitaceae)
  - Cyphostemma cirrhosum (Thunb.) Desc. ex Wild & R.B.Drumm., 1966
- Daucus L., 1753 (Apiaceae)
  - Daucus carota L., 1753 (carota)
- Dioscorea L., 1753 (Dioscoreaceae) (igname)
- Emex Neck. ex Campd., 1819 (Polygonaceae)
- Epilobium L., 1753 (Onagraceae) (epilobio)
  - Epilobium angustifolium L., 1753 (camenerio)
- Ficus L., 1753 (Moraceae) (fico)
  - Ficus sur Forssk., 1775
- Fuchsia L., 1753 (Onagraceae)
- Galium L., 1753 (Rubiaceae) (galio)
  - Galium verum L., 1753 (Caglio zolfino)
- Gossypium L., 1753 (Malvaceae) (cotone)
- Hibbertia Andrews, 1800 (Dilleniaceae)
  - Hibbertia scandens (Willd.) Dryand., 1806
- Impatiens L., 1753 (Balsaminaceae) (fior di vetro)
  - Impatiens walleriana Hook.f., 1868
- Ipomoea L., 1753 (Convolvulaceae)
  - Ipomoea aquatica Forssk., 1775
  - Ipomoea batatas (L.) Lam., 1793 (patata dolce)
  - Ipomoea cairica (L.) Sweet, 1826
  - Ipomoea pileata Roxb., 1824
- Linaria Mill., 1754 (Plantaginaceae)
- Lonicera L., 1753 (Caprifoliaceae) (caprifoglio)
- Manihot Mill., 1754 (Euphorbiaceae)
  - Manihot esculenta Crantz, 1766 (manioca)
- Mirabilis L., 1753 (Nyctaginaceae)
  - Mirabilis jalapa L., 1753 (bella di notte)
- Morinda L., 1753 (Rubiaceae)
  - Morinda citrifolia L., 1753 (Noni)
- Nicotiana L., 1753 (Solanaceae) (pianta del tabacco)
  - Nicotiana tabacum L., 1753
- Oldenlandia L., 1753 (Rubiaceae)
- Parthenocissus Planch., 1887 (Vitaceae)
  - Parthenocissus quinquefolia (L.) Planch., 1887 (Vite americana)
- Pentas Benth., 1844 (Rubiaceae)
  - Pentas lanceolata (Forssk.) Deflers, 1889
- Plumeria L., 1753 (Apocynaceae) (frangipani)
  - Plumeria rubra L., 1753
- Podranea Sprague, 1904 (Bignoniaceae)
  - Podranea brycei (N.E.Br.) Sprague, 1906
- Rheum L. 1753 (Polygonaceae) (rabarbaro)
  - Rheum rhabarbarum L., 1753
- Rumex L., 1753 (Polygonaceae) (rumice)
  - Rumex abyssinicus Jacq., 1777
  - Rumex vesicarius L., 1753
- Scrophularia L., 1753 (Scrophulariaceae)
- Sorghum Moench, 1794 (Poaceae) (sorgo)
- Spermacoce L., 1753 (Rubiaceae)
  - Spermacoce articularis L.f., 1782
- Syringa L., 1753 (Oleaceae)
- Typhonium Schott, 1829 (Araceae)
- Verbascum L., 1753 (Scrophulariaceae)
- Vigna Savi, 1824 (Fabaceae)
- Vitis L., 1753 (Vitaceae) (vite)
  - Vitis vinifera L., 1753 (vite comune)
- Zantedeschia Spreng., 1826 (Araceae)
  - Zantedeschia aethiopica (L.) Spreng., 1826 (calla)
- Zea L., 1753 (Poaceae)
  - Zea mays L., 1753 (mais)

#### Adulto
Come avviene di regola negli Sphingidae, gli adulti sono forti volatori e visitano i fiori alla ricerca di nettare, svolgendo il compito di insetti pronubi per diverse piante (fenomeno definito impollinazione entomofila). Nel caso specifico dell'adulto di H. celerio, studi condotti in Kenya e Madagascar, hanno permesso di stabilire che questo svolge la funzione di insetto pronubo per Aerangis confusa J.Stewart, 1979, un'orchidea appartenente alla sottotribù delle Angraecinae.
Quanto descritto sopra avviene perché il fiore stellato di queste specie possiede uno sperone di conformazione e lunghezza adatte ad essere "visitato" con profitto solo dalla spirotromba di questo lepidottero.

### Parassitoidismo
Le larve di questo lepidottero possono essere oggetto di parassitoidismo da parte di insetti appartenenti a diversi ordini e famiglie:
- Diptera Linnaeus, 1758
  - Tachinidae Robineau-Desvoidy, 1830
    - Drino atropivora (Robineau-Desvoidy, 1830)
    - Drino vicina (Zetterstedt, 1849)
- Hymenoptera Linnaeus, 1758
  - Braconidae Nees, 1811
    - Megarhogas theretrae Viereck, 1911
    - Snellenius hippotionus Austin & Dangerfield, 1993
    - Snellenius philippinensis (Ashmead, 1904)

  - Trichogrammatidae Haliday & Walker, 1851
    - Trichogramma chilonis Ishii, 1941
    - Trichogramma minutum Riley, 1871

## Distribuzione e habitat
L'areale della specie si estende su ben quattro diversi continenti:
- Europa - Islanda, Irlanda, Regno Unito (incluse le Isole del Canale, l'isola di Man e le isole minori), Portogallo (incluse le Azzorre e Madera), Spagna (incluse le Canarie e le Baleari), Gibilterra, Andorra, Francia (inclusa la Corsica), Belgio, Paesi Bassi, Lussemburgo, Svezia, Danimarca, Germania, Svizzera, Austria, Italia (incluse Sardegna e Sicilia), Malta, Slovenia, Croazia, Bosnia ed Erzegovina, Albania, Grecia (inclusi Creta e il Dodecaneso), Polonia, Repubblica Ceca, Slovacchia, Ungheria, Romania e Bulgaria.[31][32]
- Asia - Turchia, Georgia, Cipro, Siria, Libano, Giordania, Israele, Palestina, Iraq, Kuwait, Iran, Arabia Saudita, Bahrein, Qatar, Emirati Arabi Uniti, Oman, Yemen (continentale e Socotra), Afghanistan, Pakistan, India, Sri Lanka, Nepal, Cina (Sichuan, Yunnan, Tibet-Xizang, Hunan, Guangdong e Hong Kong), Giappone (Ryūkyū), Taiwan (Tainan), Bhutan, Bangladesh, Birmania, Vietnam, Thailandia, Malaysia (Malacca, Sarawak e Sabah), Singapore, Filippine, Brunei, Indonesia (Sumatra, Kalimantan, Sulawesi, Giava, Bali, Timor e Nuova Guinea Occidentale), Timor Est e Molucche.[31][33][34][35]
- Africa - Marocco, Algeria, Tunisia, Egitto, Mali, Niger, Ciad, Sudan, Eritrea, Senegal, Gambia, Guinea-Bissau, Sierra Leone, Costa d'Avorio, Burkina Faso, Togo, Benin, Nigeria, Camerun, Repubblica Centrafricana, Etiopia, Gibuti, Somalia, São Tomé e Príncipe (isola di São Tomé), Guinea Equatoriale, Gabon, Repubblica del Congo, Repubblica Democratica del Congo (Provincia Orientale e Provincia del Kivu Nord), Uganda, Ruanda, Kenya, Tanzania (continentale e Isola di Pemba), Seychelles (Aldabra, Menai, Coëtivy, Desroches, Cosmoledo e Alphonse), Sant'Elena, Angola, Zambia, Malawi, Zimbabwe, Mozambico, Comore (Anjouan), Mayotte, Madagascar, Mauritius, Riunione, Namibia, Botswana, Sudafrica (KwaZulu-Natal e Provincia del Capo Orientale), Swaziland e Lesotho.[3][4][6][17][33][34]
- Oceania - Papua Nuova Guinea, Australia (Australia Occidentale, Australia Meridionale, Queensland, Nuovo Galles del Sud, Victoria e Tasmania), Bismarck, Salomone, Vanuatu, Nuova Caledonia, Norfolk, Figi e Nuova Zelanda (Isola del Nord).[34]

L'habitat è rappresentato da foreste, boschi e giardini, dal livello del mare fino ad altitudini anche elevate (oltre i 3.000 m in Tibet).

## Tassonomia

### Sinonimi
Sono stati riportati i seguenti sinonimi:
- Choerocampa celerio Duponchel, 1835 - in God., Lép. France, suppl. 2: 160 - Locus typicus: Francia[37] (sinonimo eterotipico)
- Deilephila albo-lineata Montrouzier, 1864 - Ann. Soc. linn. Lyon 11: 250 - Locus typicus: Kanala (Nuova Caledonia)[38] (sinonimo eterotipico)
- Deilephila celerio Ochseinheimer, 1816 - Schm. Eur. 4: 43 n° 2 - Locus typicus: non indicato[39] (sinonimo eterotipico)
- Deilephila celerio augustii (Trimoulet, 1858) - Actes Soc. linn. Bordeaux 22: 24 - Locus typicus: Bordeaux, Francia[10] (sinonimo eterotipico)
- Deilephila inquilina Butler, 1877 - Trans. Zool. Soc. Lond. 9 (19): 558 - Locus typicus: non indicato[40] (sinonimo eterotipico)
- Deilephila inquilinus Walker, 1856 - List Spec. Lepid. Insects Colln Br. Mus. 8: 128 - Locus typicus: non indicato[41] (sinonimo eterotipico)
- Elpenor celerio Oken, 1815 - Lehrbuch Naturgesch. 3 (Zool.) (1): 760 - Locus typicus: non indicato[42] (sinonimo eterotipico)
- Elpenor phoenix Oken, 1815 - Lehrbuch Naturgesch. 3 (Zool.) (1): 760 - Locus typicus: non indicato[42] (sinonimo eterotipico)
- Hippotion celerio brunnea Tutt, 1904 - Nat. hist. Brit. Lep. 4: 119 - Locus typicus: non indicato[8] (sinonimo eterotipico)
- Hippotion celerio luecki Closs, 1912 - Int. ent. Z. 6: 153 - Locus typicus: Durban, Natal, Sudafrica[11] (sinonimo eterotipico)
- Hippotion celerio pallida Tutt, 1904 - Nat. hist. Brit. Lep. 4: 119 - Locus typicus: non indicato[8] (sinonimo eterotipico)
- Hippotion celerio rosea (Closs, 1911) - Int. ent. Z. 5: 276 - Locus typicus: Nuova Caledonia[9] (sinonimo eterotipico)
- Hippotion celerio sieberti (Closs, 1910) - Berl. ent. Z. 54: 226 - Locus typicus: Giava, Indonesia[12] (sinonimo eterotipico)
- Hippotion celerio unicolor Tutt, 1904 - Nat. hist. Brit. Lep. 4: 120 - Locus typicus: non indicato[8] (sinonimo eterotipico)
- Hippotion ocys Hübner, 1819 - Verz. bekannter Schmett. 135, n° 1451 - Locus typicus: non indicato[43] (sinonimo eterotipico)
- Phalaena inquilinus Harris, 1781 - Exposition Engl. Ins. 93, tav. 28, fig. 1 - Locus typicus: Regno Unito[44] (sinonimo eterotipico)
- Phalaena inquinalis (!) Swinhoe, 1892 - Cat. Lep. Het. Mus. Ox. 1: 17-18, n° 68 - Locus typicus: Timor[45] (sinonimo eterotipico)
- Sphinx celerio Linnaeus, 1758 - Syst. Nat. (Edn 10) 1: 491 - Locus typicus: non indicato ("habitat in Vite")[2] (sinonimo omotipico, basionimo)
- Sphinx tisiphone Linnaeus, 1758 - Syst. Nat. (Edn 10) 1: 492 - Locus typicus: India[2] (sinonimo eterotipico)
- Theretra celerio Kirby, 1892 - Cat. Lep. Het. 1: 652, n° 31 - Locus typicus: non indicato[46] (sinonimo eterotipico)

### Sottospecie
Non sono state individuate sottospecie.

### Specie affini
- Hippotion osiris (Dalman, 1823) - Analecta Entomol. 48[16][47]

## Galleria d'immagini

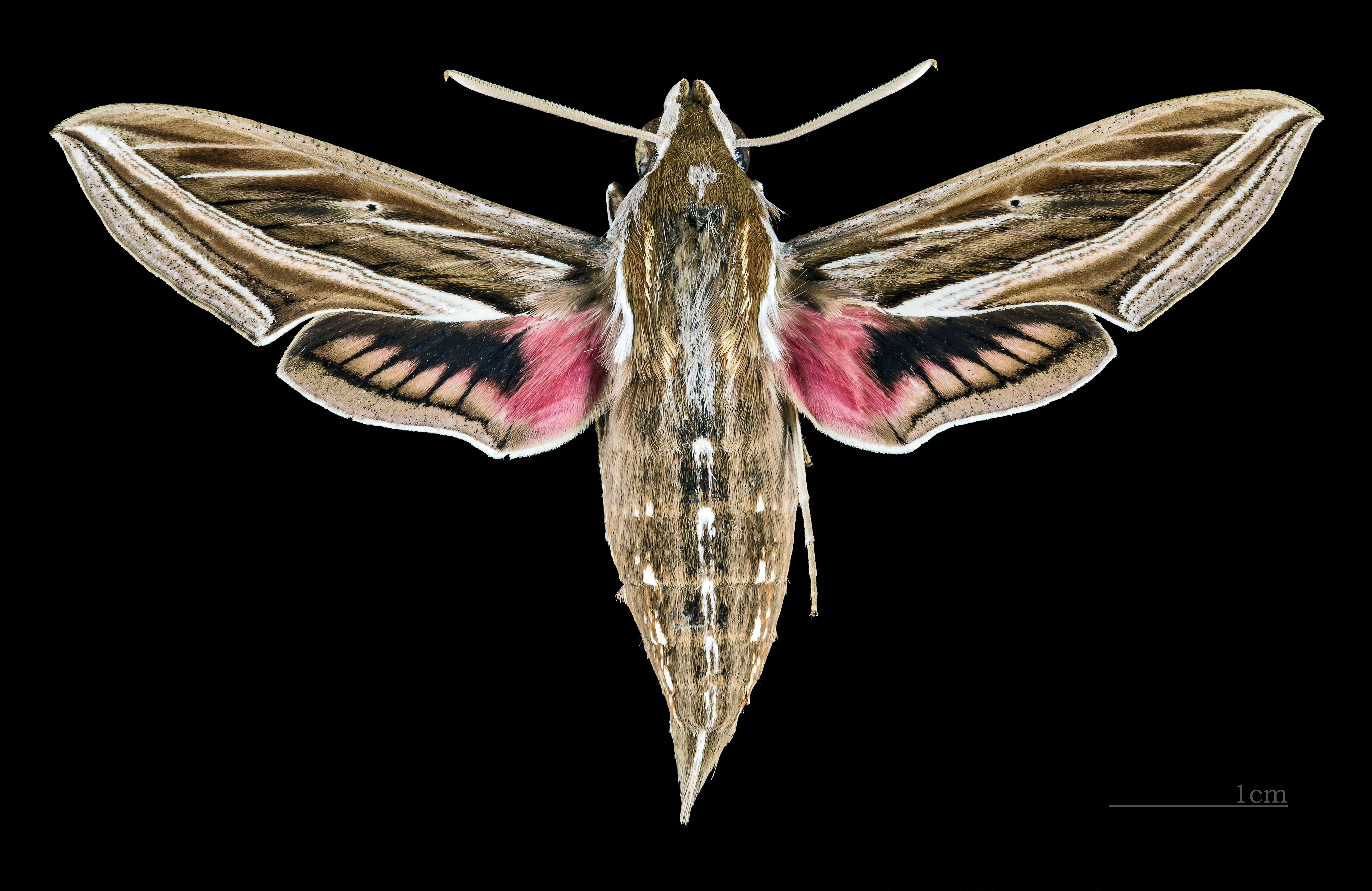
Maschio, recto
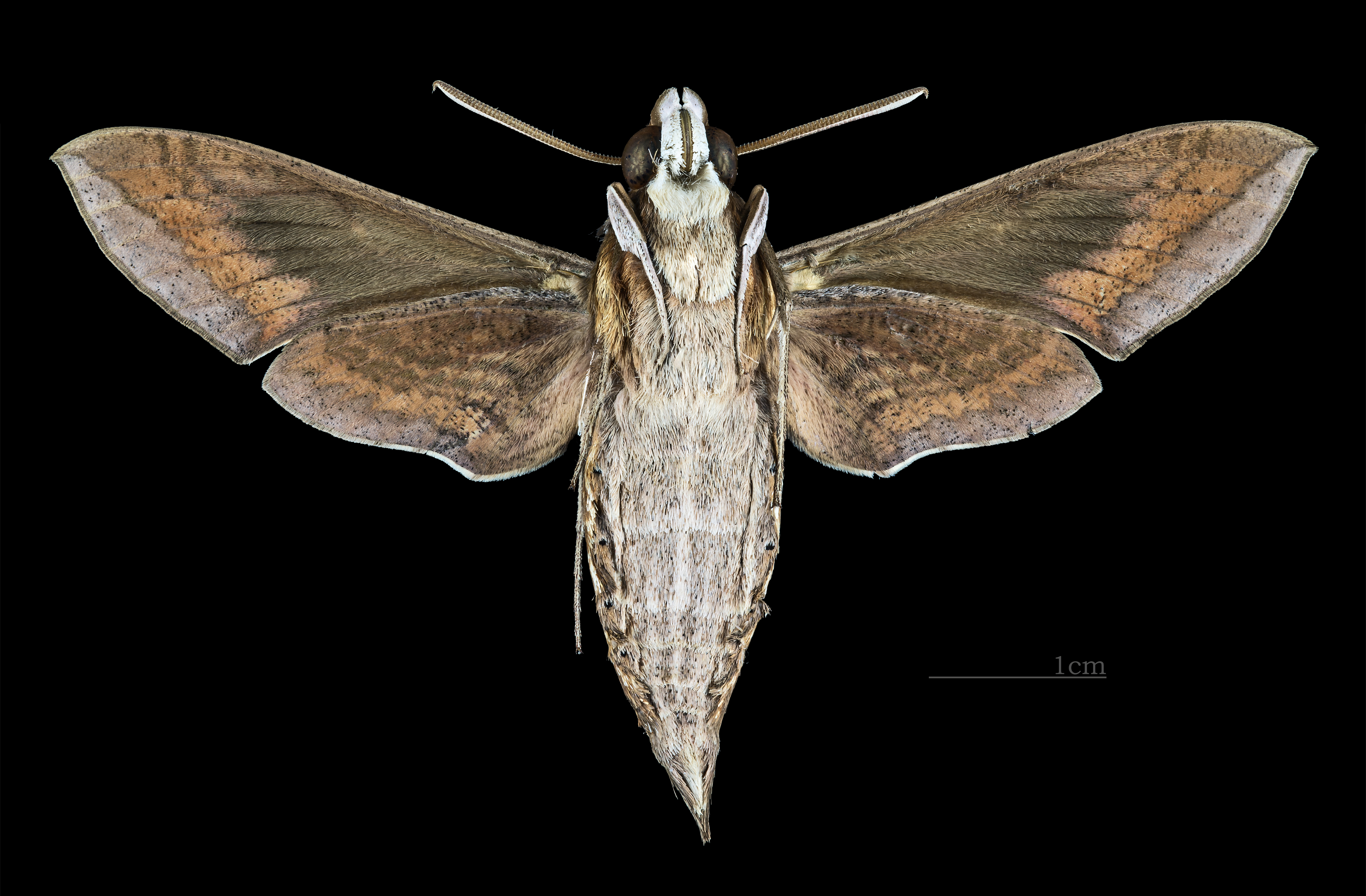
Maschio, verso
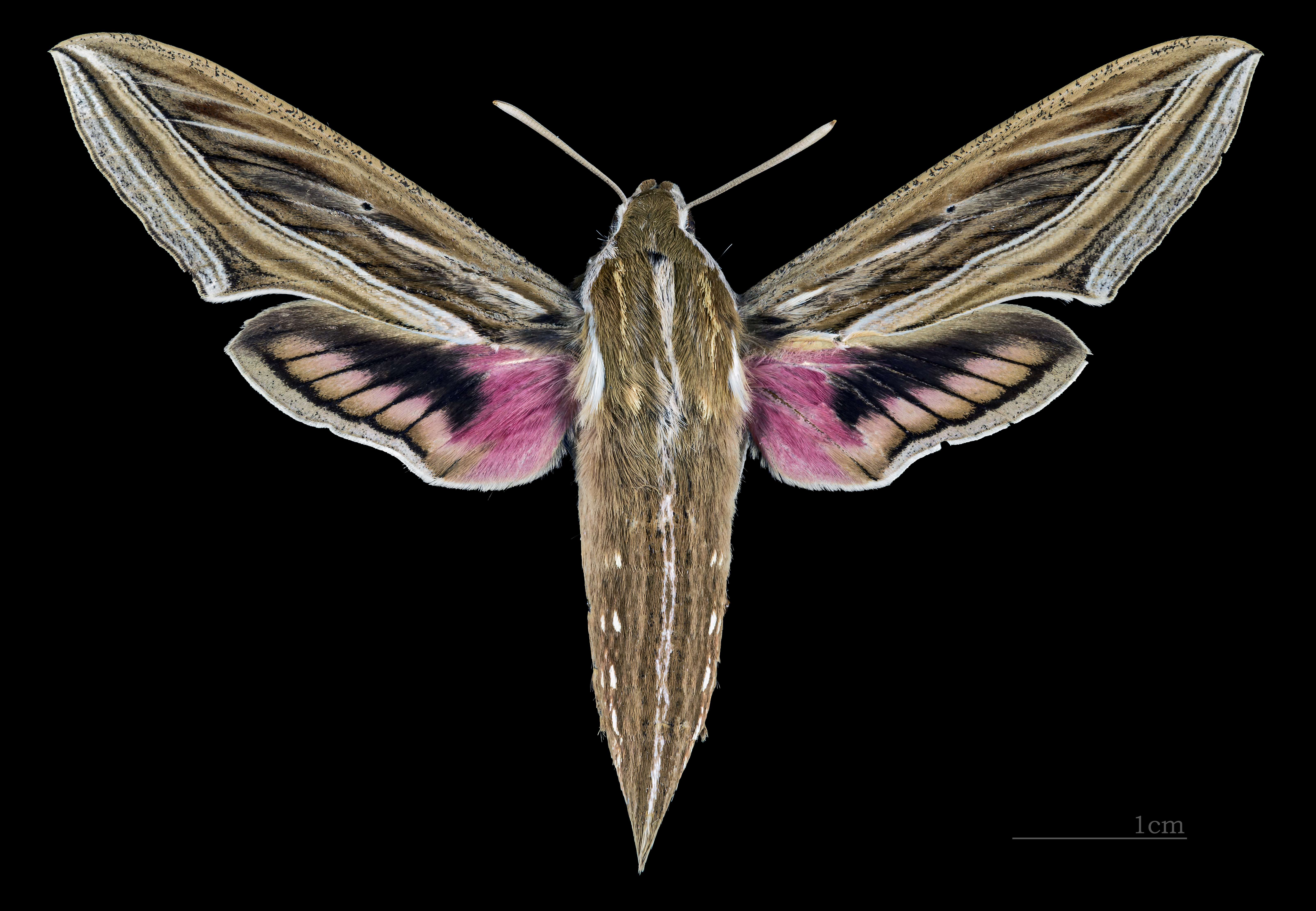
Femmina, recto
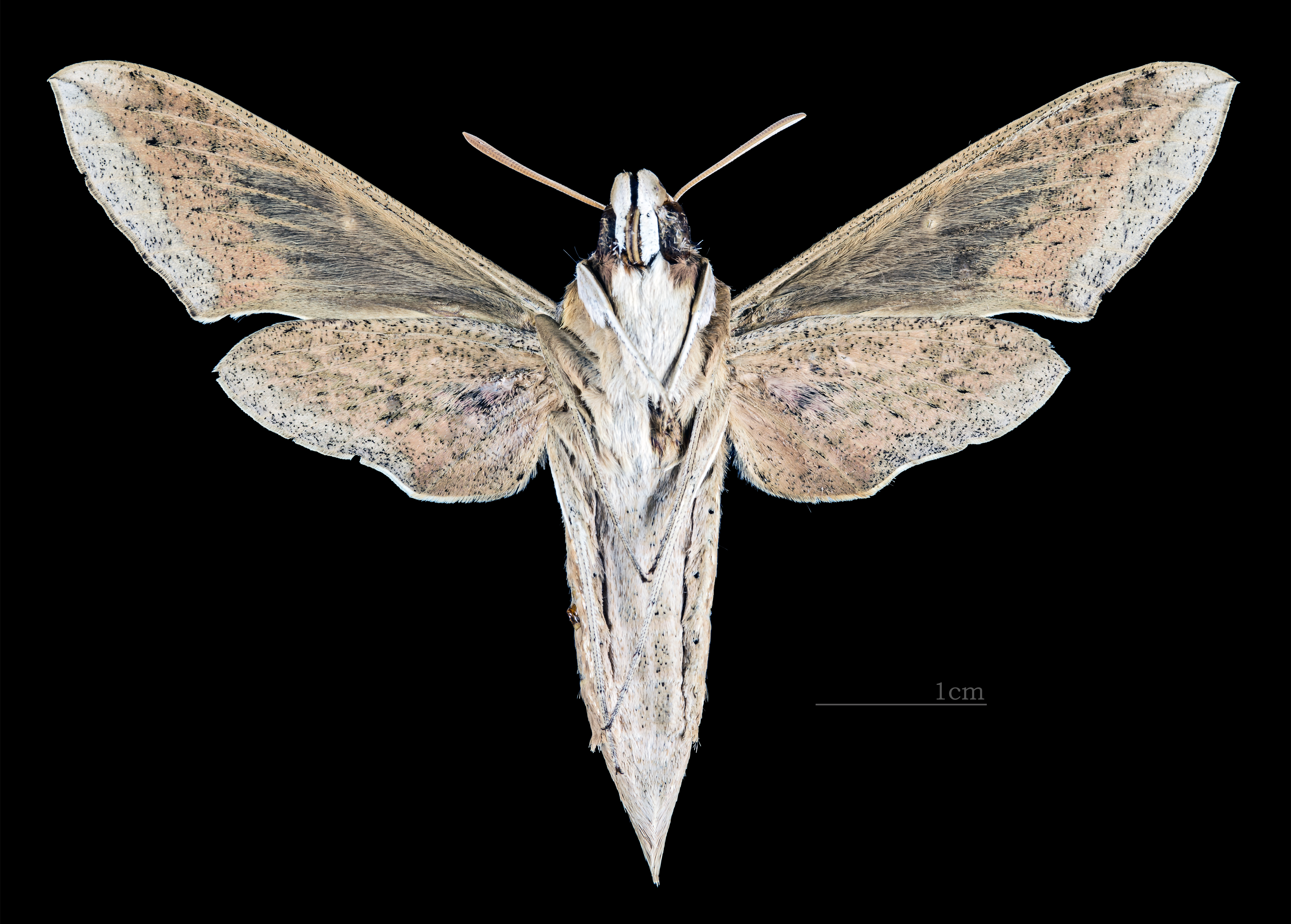
Femmina, verso
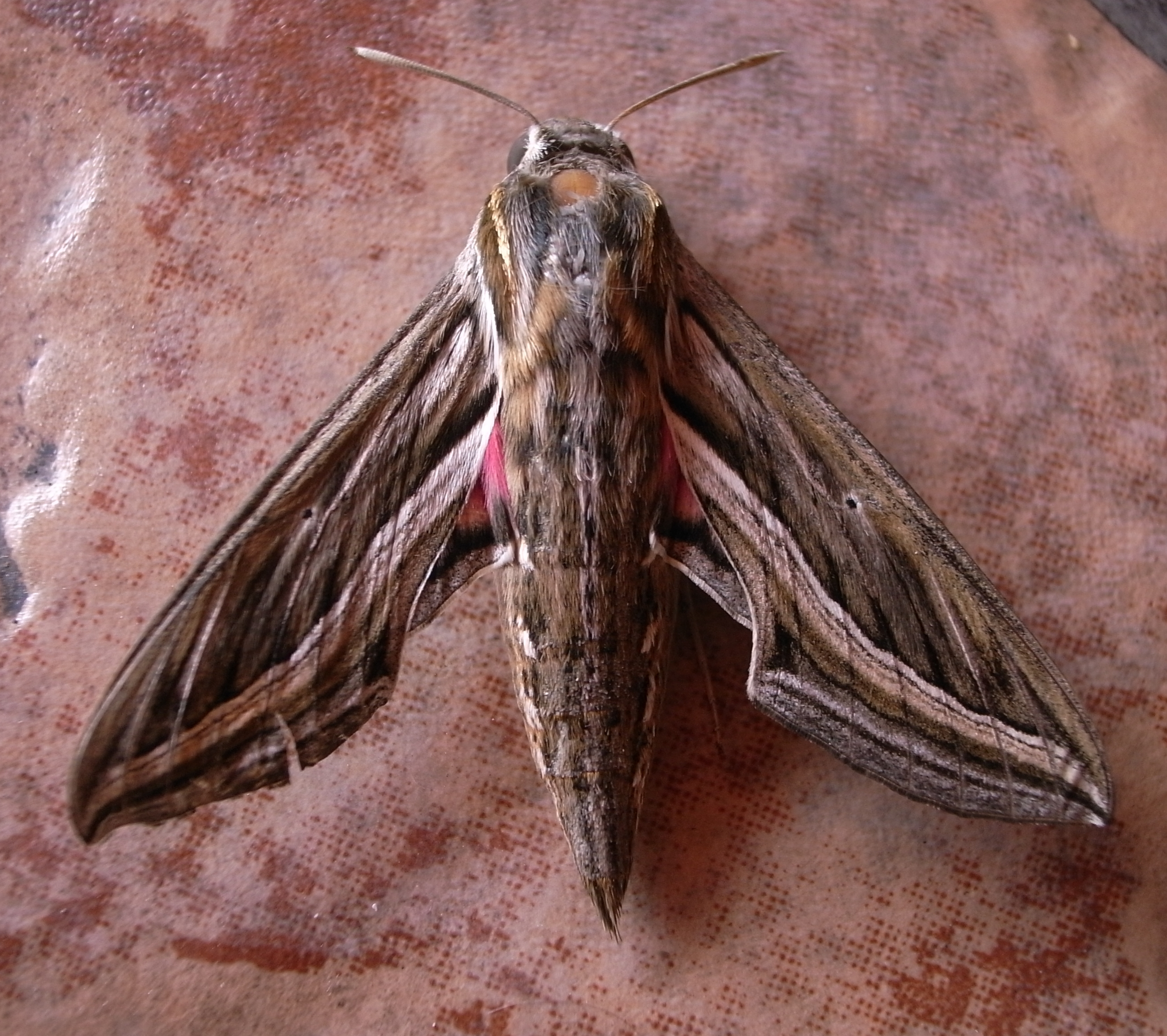
Esemplare a riposo
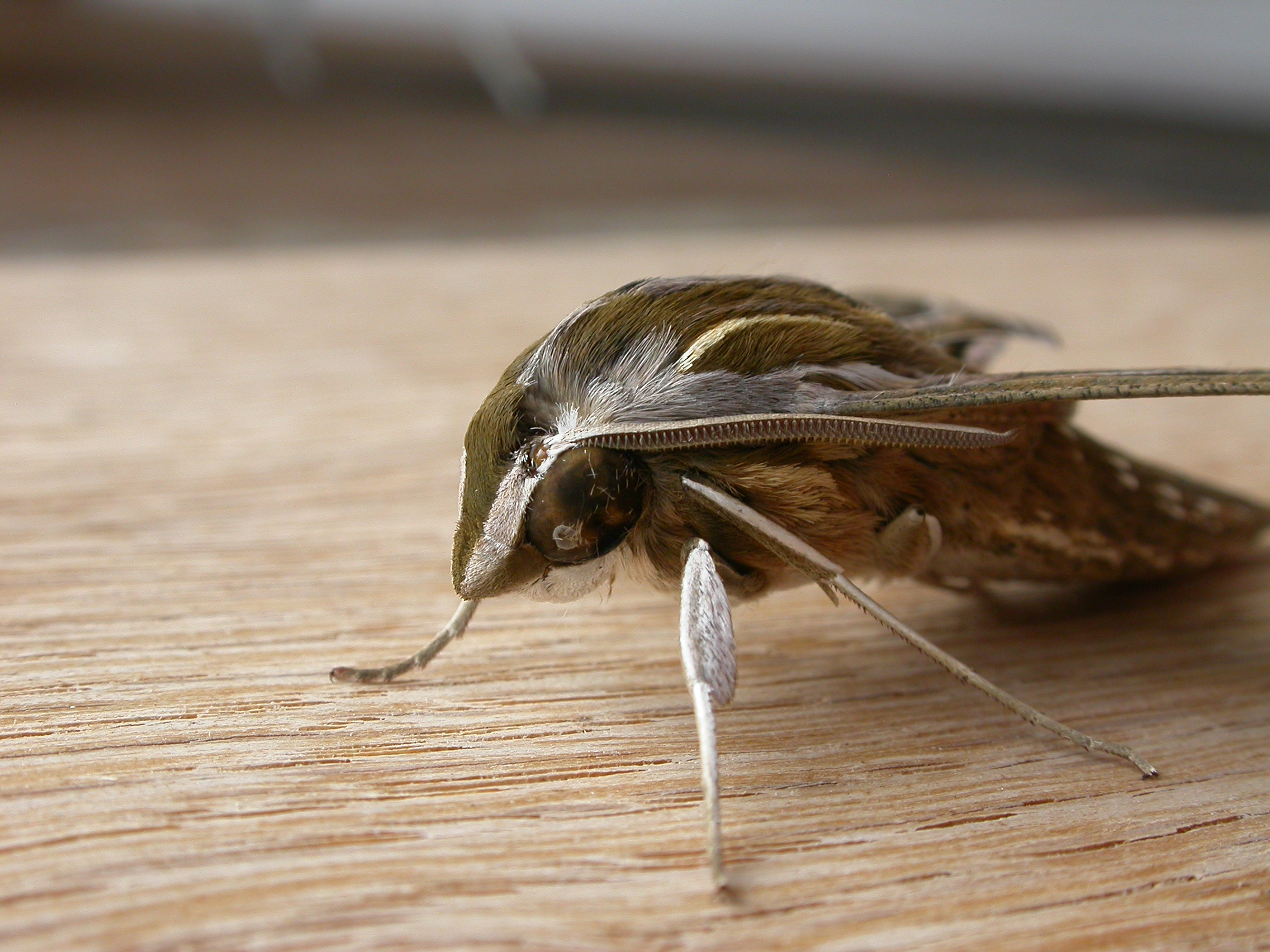
Esemplare a riposo
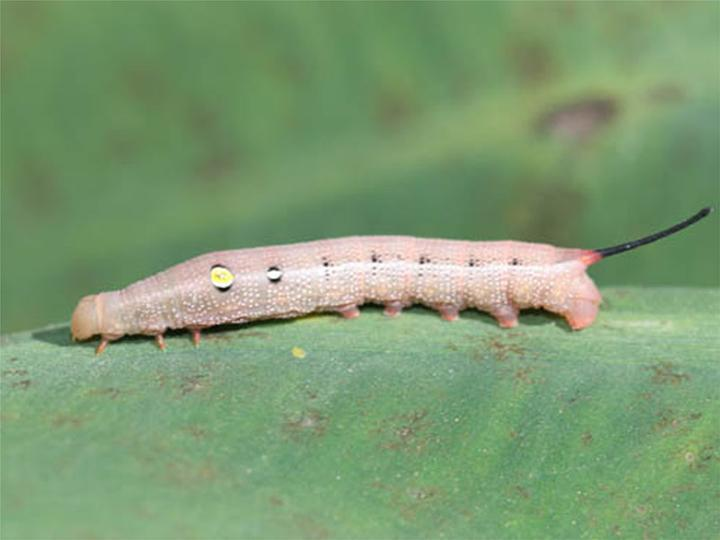
Larva
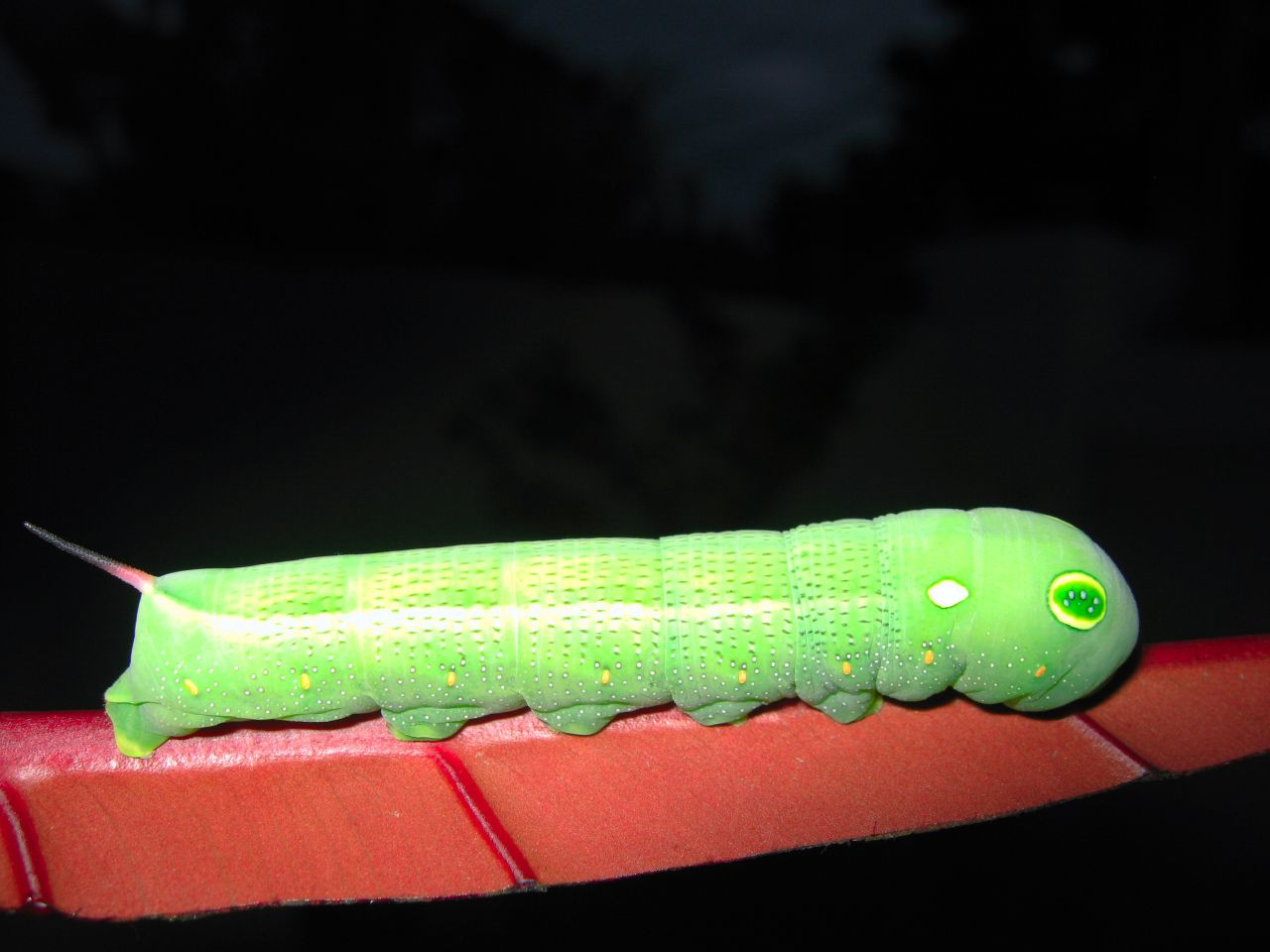
Larva
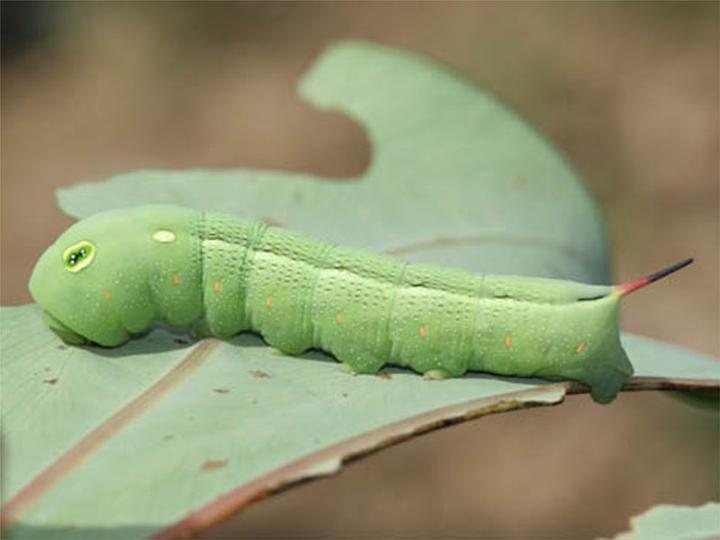
Larva
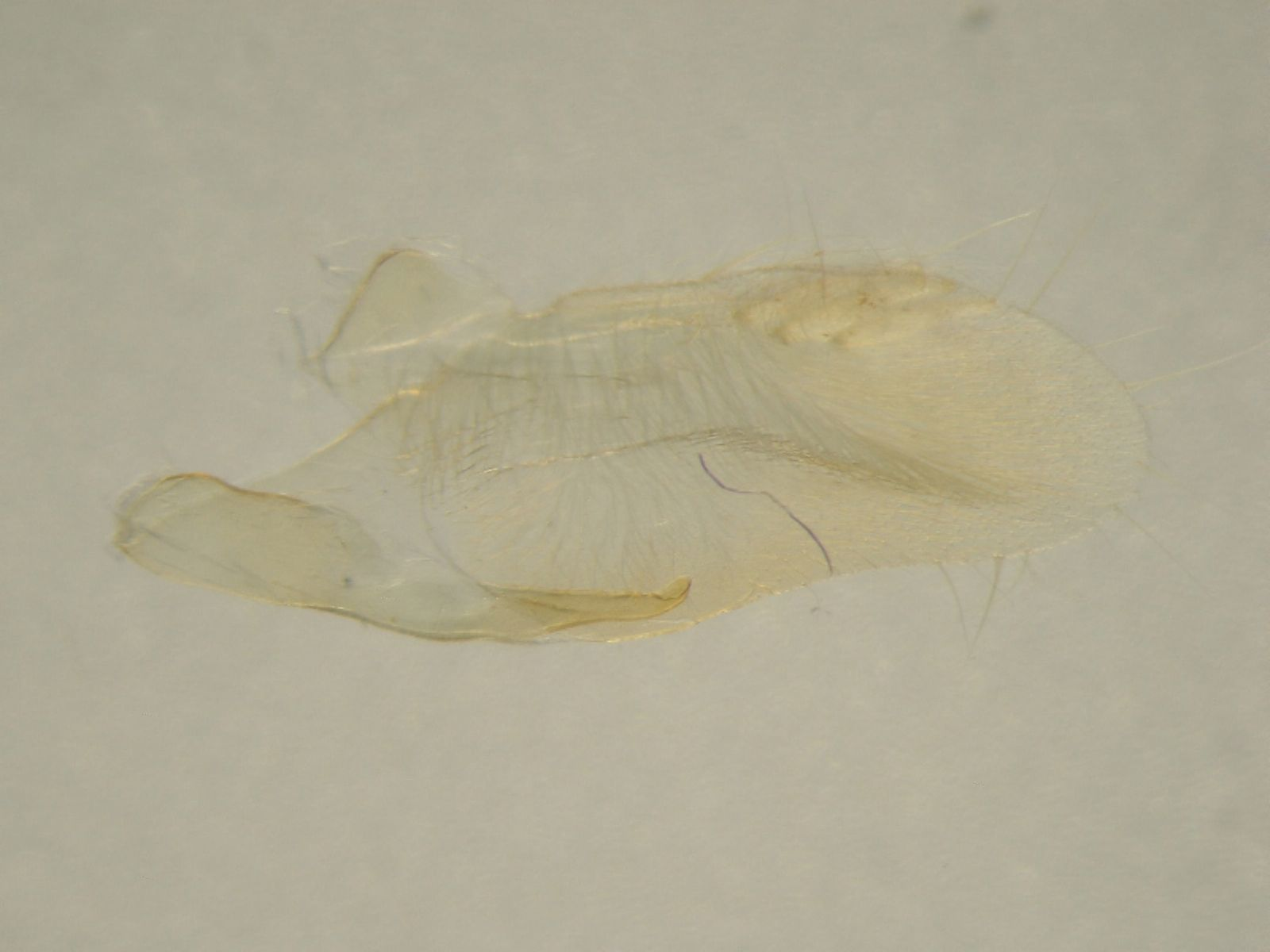
valva
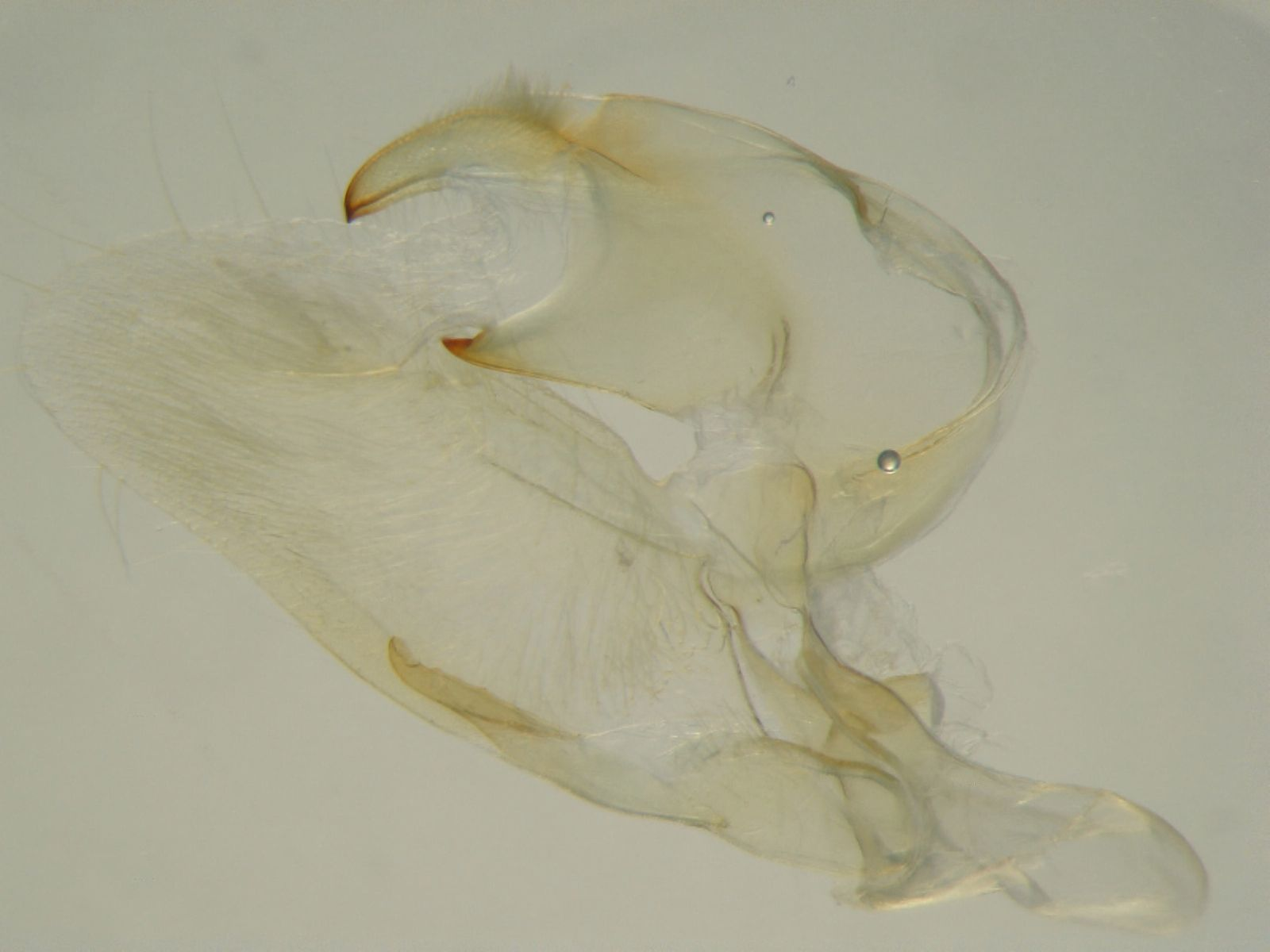
Genitale maschile
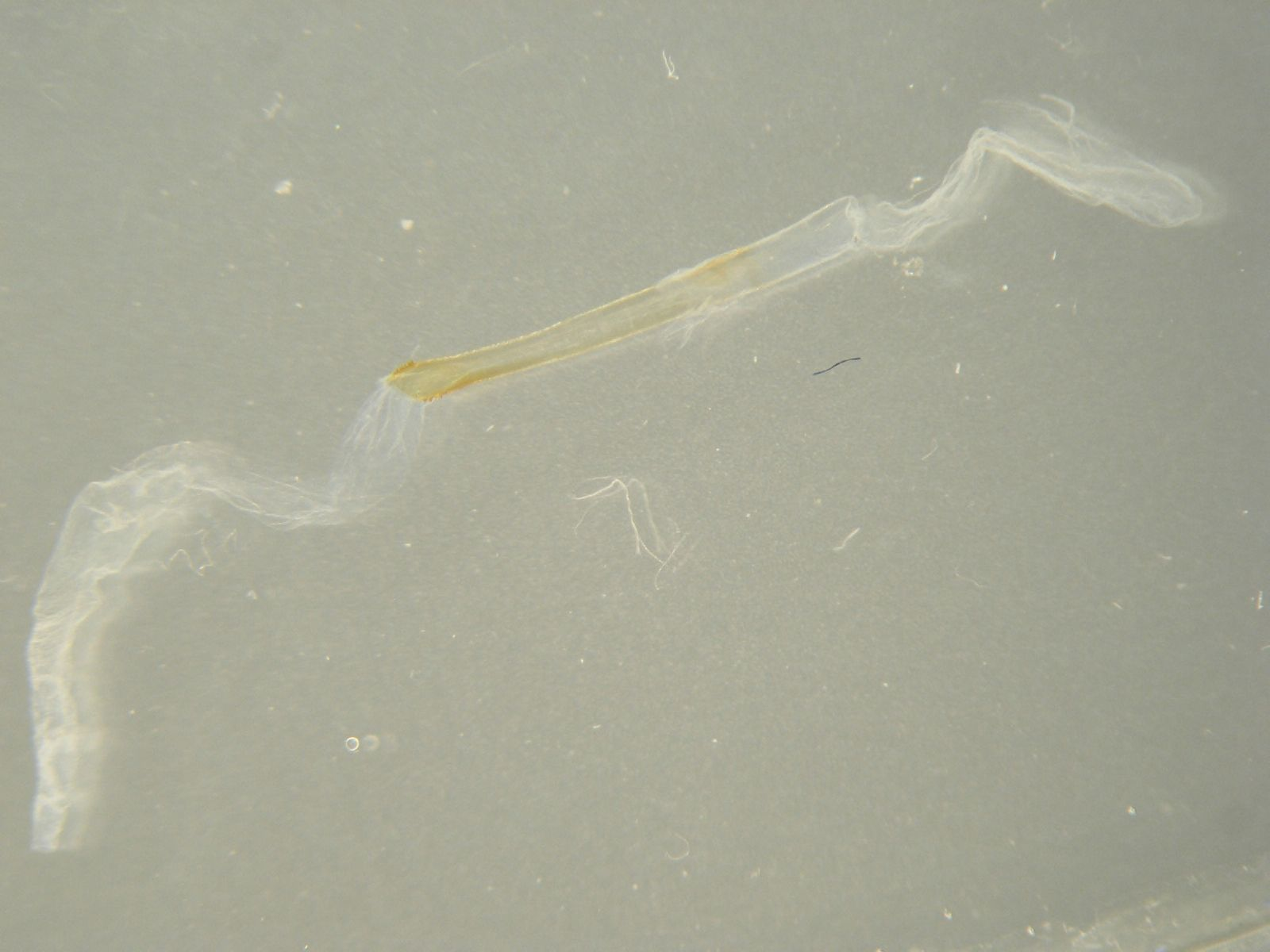
Genitale maschile, edeago
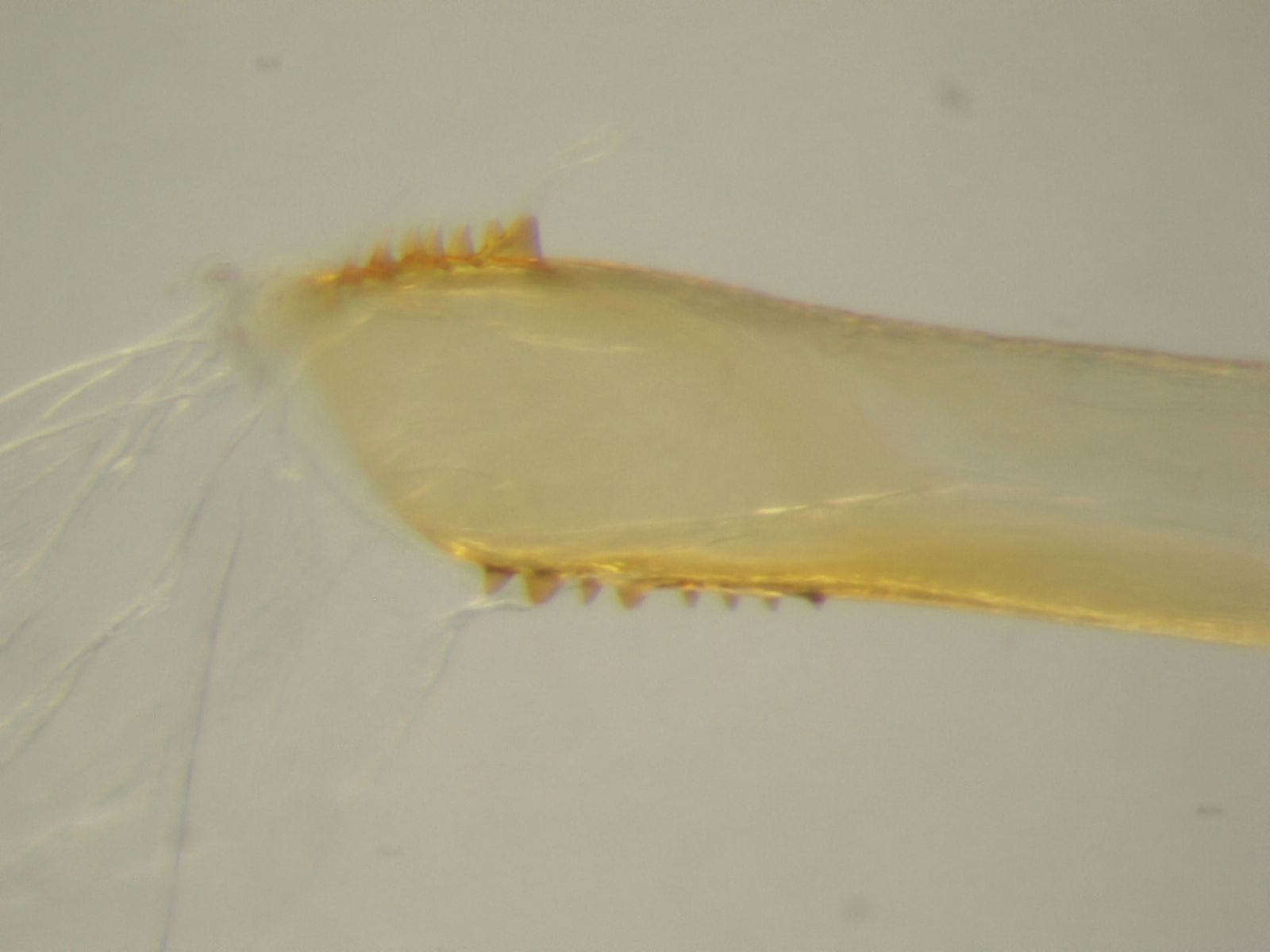
Genitale maschile, dettaglio dell'edeago
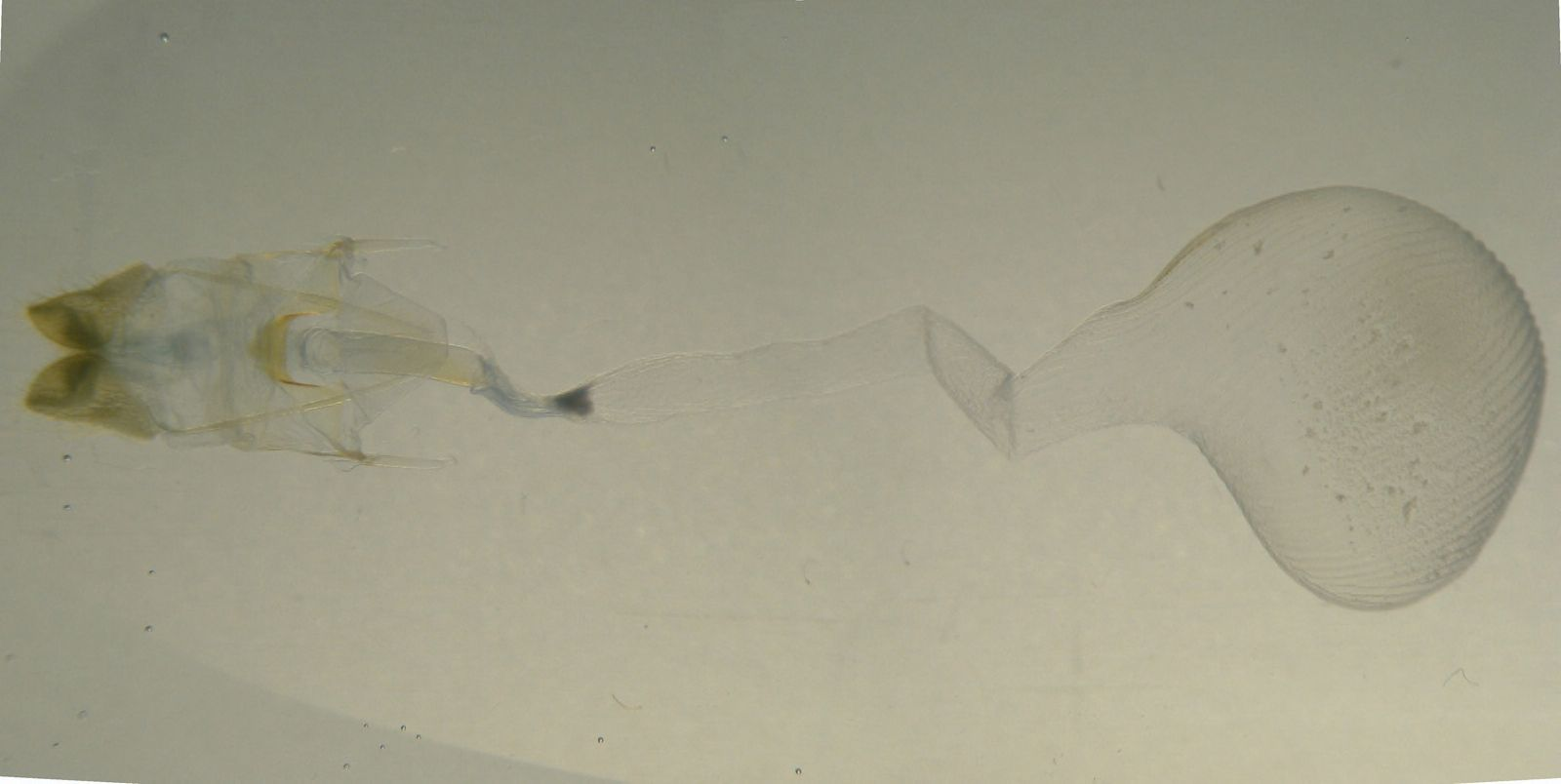
Genitale femminile

## Conservazione
Lo status di conservazione della specie non è stato ancora valutato ufficialmente dalla Lista rossa IUCN, tuttavia questa viene generalmente considerata rara all'interno del proprio areale.

### Pubblicazioni
- (EN) Agosta S. J., Janzen D. H., Body size distributions of large Costa Rican dry forest moths and the underlying relationship between plant and pollinator morphology (abstract), in Oikos, vol. 108, n. 1, gennaio 2005,  pp. 183-193, DOI:10.1111/j.0030-1299.2005.13504.x, ISSN 0030-1299 (WC · ACNP).
- (DE, LA) Aurivillius, C., Verzeichniss einer von Herrn Fritz Theorin aus Gabon und dem Gebiete des Camerunflusses heimgebrachten Schmetterlings-Sammlung. II. Heterocera, in Entomologisk Tidskrift, vol. 13, 1892,  pp. 181–200.
- (DE) Aurivillius, C., Schmetterlinge gesammelt in Westafrika von Leonardo Fea in den Jahren 1897–1902, in Annali del Museo Civico di Storia Naturale di Genova (Ser. 3), vol. 4, 1910,  pp. 494–530.
- (EN) Badr, M. A.; Oshaibah, A. A.; El-Nabawi, A.; Al-Gamal, M. M., Classification of some species of the family Sphingidae - Lepidoptera in Egypt (abstract), in Annals of Agricultural Science, Moshtohor, vol. 23, n. 2, 1985,  p. 885, ISSN 1110-0419 (WC · ACNP).
- (FR) Basquin, P., Contribution à la connaissance des Sphinx de l'île de São Tomé (Lepidoptera, Sphingidae). Description d'une nouvelle espèce, in Bulletin de la Société de Sciences Naturelles, vol. 75-76, 1992,  pp. 46-49.
- (FR) Basquin, P. & Pierre, J., Contribution à la connaissance des Sphinx de la République Centrafricaine avec descriptions de nouvelles espèce et sous-espèce et d'une femelle inédite (Lepidoptera, Sphingidae) (abstract), in Bulletin de la Société entomologique de France, vol. 110, 4–5, Parigi, 2005,  pp. 495-508, ISSN 0037-928X (WC · ACNP). URL consultato il 4 luglio 2014 (archiviato dall'url originale il 2 maggio 2014).
- Berio, E., Contributi alla conoscenza dei lepidotteri eteroceri dell'Eritrea I. Lista delle specie con descrizioni delle nuove entità raccolte negli anni 1934 al 1937 dal sig. Francesco Vaccaro, in Memorie della Società Entomologica Italiana, vol. 17,  pp. 47–62, pls. 1–2.
- (FR, LA) Boisduval, J.-B. A., Description des Lépidoptères de Madagascar, in Nouvelles annales du Muséum d'histoire naturelle, vol. 2, n. 2, Parigi, 1833,  pp. 149-270.
- (EN) Butler, A. G., On a collection of Lepidoptera from southern Africa, with descriptions of new genera and species, in Annals and Magazine of Natural History, (4)16, n. 96, 1875,  pp. 394–420.
- (EN) Butler, A. G., Descriptions of thirty-three new or littleknown species of Sphingidae in the collection of the British Museum, in Proceedings of the Zoological Society of London, vol. 1875, Londra, 1875,  pp. 3-16, pl. 1-2.
- (EN) Butler, A. G., Revision of the heterocerous Lepidoptera of the family Sphingidae, in Transactions of the Zoological Society of London, vol. 9, n. 19, Londra, 1876,  pp. 511-644, pl. 90-94.
- (EN) Butler, A. G., Descriptions of New Species of Heterocerous Lepidoptera in the Collections of the British Museum, in Proceedings of the Zoological Society of London, vol. 1877, Londra, 1877,  pp. 168-170. URL consultato il 4 luglio 2014 (archiviato dall'url originale il 26 novembre 2016).
- (EN) Butler, A. G., On a collection of Lepidoptera made by Major J. W. Yerbury at or near Aden, in Proceedings of the Zoological Society of London, vol. 1884, 1884,  pp. 478–503, pl. 46.
- (EN) Butler, A. G., On a collection of Lepidoptera from British East Africa, made by Dr. J. W. Gregory between the months of March and August, 1893, in Proceedings of the Zoological Society of London, vol. 1894, 1894,  pp. 557–593, pls. 36–37.
- (EN) Carcasson, R. H., Revised catalogue of the African Sphingidae (Lepidoptera) with descriptions of the East African species (PDF), in Journal of The East Africa Natural History Society and National Museum, vol. 26, Nairobi, The East Africa Natural History Society, 1967,  pp. 1-173.
- (DE) Closs, A. G., Zwei neue Sphingidenformen, in Berliner entomologische Zeitschrift, vol. 54, Berlino, Entomologischen Verein in Berlin, 1910,  pp. 224-226.
- (DE) Closs, A., Einige neue Aberrationen aus meiner Sphingidensammlung, in Internationale entomologische Zeitschrift, vol. 5, Francoforte sul Meno, Internationaler Entomologischer Verein E.V., 1911,  p. 275.
- (DE) Closs, A. G., Zwei neue Aberrationen aus meiner Sphingidensammlung, in Internationale entomologische Zeitschrift, vol. 6, Guben, Internationaler Entomologischer Verein E.V., 31 agosto 1912,  p. 153.
- (EN) Cook, M. A. and Scoble, M. J., Tympanal organs of geometrid moths: a review of their morphology, function, and systematic importance (abstract), in Systematic Entomology, vol. 17, n. 3, Royal Entomological Society, luglio 1992,  pp. 219-232, DOI:10.1111/j.1365-3113.1992.tb00334.x, ISSN 1365-3113 (WC · ACNP).
- (FR) Darge, Ph., Contribution à la faune du Gabon: Lépidoptères Sphingidae, in Bulletin de la Société entomologique de France, vol. 75, Parigi, 1970a,  pp. 253-263, ISSN 0037-928X (WC · ACNP).
- (FR) Darge, Ph., Lépidoptères Attacidae et Sphingidae de l'île de São Tomé, in Bulletin de l'Institut fondamental d'Afrique noire (A), vol. 32, n. 2, 1970b,  pp. 495-500.
- (FR) Darge, Ph., Contribution to the biodiversity of the Albertine Rift in Tanzania: some data on the Lepidoptera Saturniidae and Sphingidae, in Saturnafrica, vol. 1, UBAENA, 2008,  pp. 4-15.
- (EN) Delf, B. H. & Harris, K. M., Notes on Nigerian hawkmoths, in The Nigerian Field, vol. 29, n. 4, 1964,  pp. 150-160.
- (DE) Eitschberger, U. & Hoppe, H., Ein Beitrag zur Sphingiden-Fauna der Insel Bioko (Äquatorialguinea) (Lepidoptera, Sphingidae), in Neue Entomologische Nachrichten, vol. 60, 2007,  pp. 13-22.
- (EN) Fawcett, J. M., Notes on the transformations of some South-African Lepidoptera, in Transactions of the zoological Society of London, vol. 15, n. 6, 1901,  pp. 291–322, pls. 46–49.
- (EN) Fletcher, T. B., Lepidoptera exclusive of the Tortricidae and Tineidae, with some remarks on their distribution and means of dispersal among the islands of the Indian Ocean. (The Percy Sladen Trust Expedition to the Indian Ocean in 1905), in Transactions of the Linnean Society of London (2)Zoology, vol. 13, n. 1, 1910,  pp. 265–324; pl. 17.
- (EN) Goldblatt, P., Manning, J. C., The long-proboscid fly pollination system in southern Africa (abstract), in Annals of the Missouri Botanical Garden, vol. 138, n. 2, 2000,  pp. 146-170.
- (EN) Goyret, J., Raguso, R. A., The role of mechanosensory input in flower handling efficiency and learning by Manduca sexta, in Journal of Experimental Biology, vol. 209, maggio 2006,  pp. 1585-1593, DOI:10.1242/jeb.02169.
- (FR) Griveaud, P., Contribution à l’étude des Lépidoptères Hétérocères du massif de l’Andringitra (Madagascar Centre) RCB 225 - Campagne 1970-1971 (Insecta Lepidoptera Sphingidae, Saturniidae, Amatidae, Lymantriidae) (PDF), in Bulletin du Muséum Nationa d’Histoire Narurelle 3e série (Zoologie), vol. 186, n. 125, settembre-ottobre 1973,  pp. 1465-1484, ISSN 0027-4070 (WC · ACNP).
- (DE) Grünberg, K., Lepidoptera für 1911, in Archiv für Naturgeschichte, vol. 78, n. 7, 1912,  pp. 1-161.
- (EN) Hampson, G. F., Ruwenzori Expedition Reports. 11. Lepidoptera Heterocera, in Transactions of the zoological Society of London, vol. 19, n. 2, 1909,  pp. 103–140, pl. 4.
- (EN) Hampson, G. F., Zoological collections from Northern Rhodesia and adjacent territories: Lepidoptera Phalaenae, in Proceedings of the Zoological Society of London, vol. 1910, n. 2, 1910,  pp. 388–510, pls. 36–41.
- (EN) Hodges, S. A., The influence of nectar production on hawkmoth behavior, self pollination, and seed production in Mirabilis multiflora (Nyctaginaceae) (abstract), in American Journal of Botany, vol. 82, n. 2, febbraio 1995,  pp. 197-204.
- (EN) Hodges, S. A., Arnold, M. L., Spurring plant diversification: are floral nectar spurs a key innovation? (abstract), in Proceedings of the Royal Society of London, B, Biological Sciences, vol. 262, n. 1365, dicembre 1995,  pp. 113-120.
- (EN) Holland, W. J., Lepidoptera of the Congo, being a systematic list of the butterflies and moths collected by the American Museum of Natural History Congo Expedition, together with descriptions of some hitherto undescribed species, in Bulletin of the American Museum of Natural History, vol. 43, 1920,  pp. 109–369, pls. 6–14.
- Jermy, T., Deep flowers for long tongues: a final word (abstract), in Trends in Ecology & Evolution, vol. 14, n. 1, gennaio 1999,  p. 34, DOI:10.1016/S0169-5347(98)01520-1.
- Johnson, S. D., Observations of hawkmoth pollination in the South African orchid Disa cooperi  (abstract), in Nordic Journal of Botany, vol. 15, n. 2, 1995,  pp. 121-125, DOI:10.1111/j.1756-1051.1995.tb00128.x.
- (EN) Johnson, S. D., Liltveld, W. R., Hawkmoth pollination of Bonatea speciosa (Orchidaceae) in a South African coastal forest [collegamento interrotto] (abstract), in Nordic Journal of Botany, vol. 17, n. 1, 1997,  pp. 5-10, DOI:10.1111/j.1756-1051.1997.tb00286.x, ISSN 0107-055X (WC · ACNP).
- (EN) Johnson, S. D., Nilsson, L. A., Pollen carryover, geitonogamy, and the evolution of deceptive pollination systems in orchids (abstract), in Ecology, vol. 80, n. 8, dicembre 1999,  pp. 2607-2619, DOI:10.1890/0012-9658%281999%29080%5B2607%3APCGATE%5D2.0.CO%3B2.
- (EN) Jordan, H. E. K., Sphingidae. – In Poulton, E. B. On a collection of moths made in Somaliland by Mr. W. Feather, in Proceedings of the Zoological Society of London, vol. 1916, n. 1, 1916,  pp. 91–182, pls. 1–2.
- (DE) Karsch, F., Neue harmoncopode Lepidopteren des Berliner Museums aus Afrika, in Entomologische Nachrichten, vol. 24, 1898,  pp. 330–336.
- (EN) Kawahara, A. Y.; Mignault, A. A.; Regier, J. C.; Kitching, I. J. and Mitter, C., Phylogeny and biogeography of hawkmoths (Lepidoptera: Sphingidae): evidence from five nuclear genes, in PLoS ONE, vol. 4, n. 5, 28 maggio 2009,  pp. E5719, DOI:10.1371/journal.pone.0005719, PMID 19492095.
- (EN) Koopowitz, H. and Marchant, T., Postpollination nectar reabsorption in the African epiphyte Aerangis verdickii (Orchidaceae) [collegamento interrotto], in American Journal of Botany, vol. 85, n. 4, aprile 1998,  pp. 508-512, PMID 21684933.
- (EN) Kopij, G., Lepidoptera fauna of Lesotho (abstract), in Acta Zoologica Cracoviensia - Series B: Invertebrata, 49B, 1–2, giugno 2006,  pp. 137-180, DOI:10.3409/000000006783995256, ISSN 1895-3131 (WC · ACNP).
- (EN) Kritsky, G, Darwin's Madagascan hawk moth prediction (PDF), in American Entomologist, vol. 37, n. 4, 2001,  pp. 206-210. URL consultato il 2 maggio 2019 (archiviato dall'url originale il 12 gennaio 2016).
- (EN) Legrain, A. & Wiltshire, E. P., Provisional checklist of the Macro-Heterocera (Lepidoptera) of the UAE (PDF), in Tribulus, vol. 8, n. 2, 1998,  pp. 5-8. URL consultato il 4 luglio 2014 (archiviato dall'url originale il 14 luglio 2014).
- (FR) Legrand, H. 1966, Lépidoptères des îles Seychelles et d'Aldabra, in Mémoires du Muséum national d'Histoire naturelle (A), 37 (1965),  pp. 1–210, pls. 1–16.
- (EN) Luyt, R., Johnson, S.D., Hawkmoth pollination of the African epiphytic orchid Mystacidium venosum, with special reference to ﬂower and pollen longevity. (abstract), in Plant Systematics and Evolution, vol. 228, n. 1-2, Springer-Verlag, 2001,  pp. 49-62, DOI:10.1007/s006060170036, ISSN 0378-2697 (WC · ACNP).
- (EN) MacNulty, B. J., Outline life histories of some West African Lepidoptera. Part III Sphingidae, in Proceedings of the British Entomological and Natural History Society, vol. 3, novembre 1970,  pp. 95–122, pl. 6.
- (EN) Martins, D. J. and Johnson, S. D., Hawkmoth pollination of aerangoid orchids in Kenya, with special reference to nectar sugar concentration gradients in the floral spurs, in American Journal of Botany, vol. 94, n. 4, aprile 2007,  pp. 650-659, DOI:10.3732/ajb.94.4.650, PMID 21636433.
- (EN) Martins, D. J. and Johnson, S. D., Interactions between hawkmoths and ﬂowering plants in East Africa: polyphagy and evolutionaryspecialization in an ecological context, in Biological Journal of the Linnean Society, vol. 110, n. 1, settembre 2013,  pp. 199-213, DOI:10.1111/bij.12107.
- (EN) Matyot, P., The hawkmoths (Lepidoptera: Sphingidae) of Seychelles: identification, historical background, distribution, food plants and ecological considerations (PDF), in Phelsuma, vol. 13, 2005,  pp. 55-80, ISSN 1026-5023 (WC · ACNP).
- (EN) Miller, M. A. & Hausmann, A., Catalogue of the type-specimens of the Sphingidae stored at the Zoologische Staatssammlung München (ZSM) (Insecta, Lepidoptera), in Spixiana, vol. 22, n. 3, Monaco di Baviera, 1º novembre 1999,  pp. 209-243, ISSN 0341-8391 (WC · ACNP).
- (EN) Miller, W. E., Diversity and evolution of tongue length in hawkmoths (Sphingidae), in Journal of the Lepidopterists' Society, vol. 51, n. 1, 1997,  pp. 9-31.
- (FR) Morin, C. & Grillot, J.-P., Fluctuations saisonnières et rythme d'activité chez les Sphinx et les Saturniides au Congo (Lep.), in Bulletin de la Société entomologique de France, vol. 88, 3–4, Parigi, 1983,  pp. 338-347, ISSN 0037-928X (WC · ACNP).
- (DE) Möschler, H. B., Beiträge zur Schmetterlings-fauna des Kaffernlandes, in Verhandlungen der zoologisch-botanischen Gesellschaft in Wien, 33 (1883), 1884,  pp. 267–310, pl. 16.
- (EN) Muller, H., Proboscis capable of sucking the nectar of Angraecum sesquipedale , in Nature, vol. 8, 1873,  p. 223.
- (EN) Nilsson, L. A., The evolution of flowers with deep corolla tubes (abstract), in Nature, vol. 334, 14 luglio 1988,  pp. 147-149, DOI:10.1038/334147a0.
- (EN) Nilsson, L. A., Orchid pollination biology (abstract), in Trends in Ecology and Evolution, vol. 7, n. 8, 1º agosto 1992,  pp. 255-259, DOI:10.1016/0169-5347(92)90170-G, PMID 21236024.
- (EN) Nilsson, L. A., Deep flowers for long tongues, in Trends in Ecology and Evolution, vol. 13, 1998,  pp. 259-260, PMID 21238390.
- (EN) Nilsson, L. A., Johnsson, L.; Ralison, L. and Randrianjohany, E., Monophily and pollination mechanisms in Angraecum arachnites Scltr. (Orchidaceae) in a guild of long-tongued hawk-moths (Sphingidae) in Madagascar (abstract), in Biological Journal of the Linnean Society, vol. 26, n. 1, 1985,  pp. 1-19, DOI:10.1111/j.1095-8312.1985.tb01549.x.
- (EN) Nilsson, L. A., Johnsson, L.; Ralison, L. and Randrianjohany, E., Angraecoid Orchids and Hawkmoths in Central Madagascar: Specialized Pollination Systems and Generalist Foragers (abstract), in Biotropica, vol. 19, n. 4, dicembre 1987,  pp. 310-318.
- (EN) Nilsson, L. A., Rabakonandrianina, E.; Pettersson, B., Exact tracking of pollen transfer and mating in plants (abstract), in Nature, vol. 360, n. 6405, 17 dicembre 1992,  pp. 666-667, DOI:10.1038/360666a0.
- (FR) Perroud, B. P. et Montrousier, X., Essai sur la faune entomologique de Kanala (Nouvelle-Caledonie) et description de quelques especes nouvelles ou peu connues, in Annales de la Société linnéen de Lyon (Nouvelle Série), vol. 11, Parigi, F. Savy, 1864,  pp. 46-257.
- (PT) Pinhey, E. C. G., Entomofauna from Cabora Bassa. Results of the Entomological Brigade of the IICM. III. Lepidoptera, in Garcia de Orta, Revista da Junta das Missões Geográficas e de Investigações do Ultramar, vol. 5, n. 2, 1976,  pp. 25-64.
- (EN) Platt, E. E., List of foodplants of some South African lepidopterous larvae, in South African Journal of Natural History, vol. 3, n. 1, 1921,  pp. 65–138.
- (FR) Prost, A., Liste provisoire des Sphingidae de Haute-Volta (Lep.), in Bulletin de la Société entomologique de France, 90 (1985), 9–10, Parigi, 1986,  pp. xxi–xxiv, ISSN 0037-928X (WC · ACNP).
- (DE) Rebel, H., Lepidopteren aus Südarabien und von der Insel Sokotra, in Denkschriften der österreichischen Akademie der Wissenschaften, Wien, vol. 71, n. 2, 1907,  pp. 31–130, pl. 1.
- (DE) Rebel, H., Wissenschaftliche Ergebnisse der Expedition R. Grauer nach Zentralafrika, Dezember 1909 bis Februar 1911. Lepidopteren, in Annalen des Naturhistorischen Museums in Wien, vol. 28, 3–4, vienna, 1914,  pp. 219–294, pls. 17–24.
- (EN) Roeder, K. D.; Treat, A. E. & Vandeberg, J. S., DistaI lobe of the pilifer: an ultrasonic receptor in choerocampine hawkmoths (abstract), in Science, vol. 170, n. 3962, New York, American Association for the Advancement of Science, 4 dicembre 1970,  pp. 1098-1099, DOI:10.1126/science.170.3962.1098, ISSN 0036-8075 (WC · ACNP), LCCN sn94093589, OCLC 5206521, PMID 17777831.
- (EN) Rothschild, L. W., Jordan, H. E. K., A revision of the lepidopterous family Sphingidae, in Novitates zoologicae, vol. 9, 1903,  pp. 1-972.
- (EN) Rothschild, L. W., Jordan, H. E. K., Thirteen new Sphingidae, in Novitates zoologicae, vol. 22, n. 2, 1915,  pp. 281-291.
- (FR) Rougeot, P. C., Note sur les Lépidoptères Sphingides du Musée de Dundo (Angola), in Publicações Culturais da Companhia de Diamantes de Angola, vol. 76, 1966,  pp. 13-27.
- (FR) Rougeot, P. C., Missions entomologiques en Ethiopie 1973–1975. Fascicule 1, in Mémoires du Muséum national d'Histoire naturelle (A), vol. 105, 1977,  pp. 1–150, pls. 1–20.
- (FR) Schouteden, H., Lépidoptères récoltés par M. Verhulst en région de Gabiru (Ruanda), in Revue de Zoologie et Botanique Africaines, vol. 22, n. 4, 1933,  pp. 386-389.
- (NL) Snellen, P. C. T., Bijdrage tot de vlinder-fauna van Neder-Guinea, zuidwestelijk gedeelte van Afrika, in Tijdschrift voor Entomologie, vol. 15, 1872,  pp. 1–110, pls. 1–8.
- (EN) Sprayberry, J. D. H. and Daniel, T. L., Flower tracking in hawkmoths: behavior and energetics, in Journal of Experimental Biology, vol. 210, 2007,  pp. 37-45, DOI:10.1242/jeb.02616.
- (DE) Strand, E., Zoologische Ergebnisse der Expedition des Herrn G. Tessmann nach Süd-Kamerun und Spanisch Guinea. Lepidoptera I. (Saturniidae, Brahmaeidae, Striphnopterygidae, Sphingidae, Notodontidae, Syntomididae [sic], Hypsidae und Agaristidae), in Archiv für Naturgeschichte, 78(A), n. 6, 1912,  pp. 139–197, 2 taf.
- (DE) Strand, E., Lepidopteren aus Ober-Ägypten und dem Ägyptischen Sudan, in Archiv für Naturgeschichte, 80(A), n. 10, 1915,  pp. 95–112.
- (EN) Taylor, J. S., Notes on Lepidoptera in the Eastern Cape Province (Part I), in Journal of the entomological Society of Southern Africa, vol. 12, 1949,  pp. 78–95, 2 pls.
- (FR) Trimoulet, H., Catalogue des lépidoptères du Département de la Gironde, in Actes de la Société linnéenne de Bordeaux, vol. 22, Bordeaux / Parigi, 1858,  pp. 5-74.
- (FR) Viette, P., Lépidoptères (excepté les Tordeuses et les Géométrides). In: La Faune entomologique de l'Ile de la Réunion. I., in Mémoires de l'Institut scientifique de Madagascar (E), vol. 8, Tananarive, 1957,  pp. 137–226; pls. 1–4.
- (FR) Vuattoux, R., Pierre, J. & Haxaire, J., Les Sphinx de Côte-d'Ivoire, avec des données nouvelles sur les élevages effectués à la Station écologique de Lamto (Lep. Sphingidae), in Bulletin de la Société entomologique de France, vol. 93, 7–8, Parigi, 1989,  pp. 239-255, ISSN 0037-928X (WC · ACNP).
- (EN) Walsingham, T. & Hampson, G. F., On moths collected at Aden and in Somaliland (PDF), in Proceedings of the Zoological Society of London, vol. 16, gennaio 1896,  pp. 257–283, pl. 10, ISSN 0370-2774 (WC · ACNP), LCCN 86640154, OCLC 5156468804.
- (EN) Wasserthal, L. T., The pollinators of the Malagasy star orchids Angraecum sesquipedale, A. sororium and A. compactum and the evolution of extremely long spurs by pollinator shift (abstract), in Botanica Acta, vol. 110, n. 5, 1997,  pp. 343-359, DOI:10.1111/j.1438-8677.1997.tb00650.x.
- Whittall, J. B. & Hodges, S. A., Pollinator shifts drive increasingly long nectar spurs in columbine flowers (abstract), in Nature, vol. 447, 7 giugno 2007,  pp. 706-709, DOI:10.1038/nature05857.
- (EN) Wollaston, T. V., Notes on the Lepidoptera of St. Helena, with descriptions of new species, in Annals and Magazine of Natural History, (5) 3, n. 15, 1879,  pp. 219–233.
- (EN) Wollaston, T. V., Notes on the Lepidoptera of St. Helena, with descriptions of new species, in Annals and Magazine of Natural History, (5) 3, n. 17, 1879,  pp. 329–343.
- (EN) Wollaston, T. V., Notes on the Lepidoptera of St. Helena, with descriptions of new species, in Annals and Magazine of Natural History, (5) 3, n. 18, 1879,  pp. 415–441.

### Testi
- (DE) Aurivillius, C., Lepidoptera, Rhopalocera und Heterocera (Pars I) von Madagaskar, den Comoren und den Inseln Ostafrikas, in Voeltzkow, A., Reise in Ostafrika in den Jahren 1903-1905. Wissenschaftliche Ergebnisse, 2 (4), 1909,  pp. 309-348, pl. 19.
- (DE) Aurivillius, C., Wissenschaftliche Ergebnisse der zweiten Deutschen Zentralafrika-Expedition 1910-1911 unter Führung Adolf Friedrichs, Herzog zu Mecklenburg, Band 1. Zoologie, Lieferung 18, Lepidoptera IV, 1925,  pp. 1243-1350, pls. 49-50, ISBN non esistente.
- (EN) Blundell M., Wildflowers of East Africa, Londra, William Collins Sons, 1987, ISBN 9780002198127.
- (EN) Bodenheimer, F. S., An Outbreak of Chaerocampa celerio L. in Palestine, Palestine Agriculture Experiment Station and Colonisation Department, Leaflet 15, The Zionist Organisation, 1926,  p. 8, ISBN non esistente.
- (FR) Boisduval, J. B. A., Faune entomologique de Madagascar, Bourbon et Maurice. Lépidoptères. Avec des notes sur les moeurs, par M. Sganzin, Parigi, Librairie Encyclopédique de Roret, 1833,  pp. 1-122, pls. 1-16, ISBN non esistente.
- (EN) Carcasson, R. H., The Sphingidae (hawk moths) of eastern Africa (Ph.D. thesis), Nairobi, Africa, University of East Africa, 1968, ISBN non esistente.
- Carter, D., Farfalle e falene - Guida fotografica a oltre 500 specie di farfalle e falene di tutto il mondo (Eyewitness Handbook of Butterflies and Moths), Fabbri Editori, 1993,  p. 304, ISBN 88-450-4452-1.
- Castiglioni, L. & Mariotti, S., IL - Vocabolario della lingua latina, Brambilla, A. & Campagna, G., 30ª ristampa, Torino, Loescher, 1983  [1966],  p. 2493, ISBN 978-8820166571, LCCN 76485030, OCLC 848632390.
- Chinery, M., Ordine Lepidoptera - Farfalle diurne e notturne, in Guida degli insetti d'Europa - Atlante illustrato a colori, collana Scienze Naturali, Manicastri, C. e Marangoni, C. (traduttori), 1ª edizione, Padova, Franco Muzzio Editore, aprile 1987  [1985],  p. 375, ISBN 8870213781, OCLC 847305825.
- (EN) Cribb, P., Flora of tropical East Africa: Orchidaceae 271, Kew, UK, Royal Botanic Gardens, 1984, ISBN non esistente.
- (EN) D'Abrera, B., Sphingidae Mundi. Hawk Moths of the World. Based on a Checklist by Alan Hayes and the collection he curated in the British Museum (Natural History), 1ª ed., Faringdon, Oxon., SN7 7DR United Kingdom, E.W. Classey Ltd., 1986,  p. 226, ISBN 086096-022-6.
- (LA) Dalman, J. D., Analecta entomologica, Stoccolma (Holmiæ), Typis Lindhianis, 1823,  pp. VIII + 108, ISBN non esistente.
- (EN) Distant, W. L., Order Lepidoptera. Suborder Heterocera, in Insecta Transvaaliensia: a contribution to a knowledge of the Entomology of South Africa, 1903,  pp. 49-96, pls. iii-viii, ISBN non esistente.
- (EN) Druce, H., Appendix V. Lepidoptera Heterocera, in Moloney, A. C., Sketch of the forestry of West Africa with particular reference to its present principal commercial products, Londra, S. Low, Marston, Searle, & Rivington, 1887,  pp. i-vi, 1-533, ISBN non esistente.
- (FR) Duponchel, P. A. J., Catalogue Methodique des Lépidoptères d'Europe, avec l'indication des contrées et des époques ou on les trouve, in Histoire naturelle des lépidoptères ou papillons de France, par M. J.-B. Godart. Continuée par P.-A.-J. Duponchel. Supplément, vol. 2, Parigi, Méquignon-Marvis, Libraire-Éditeur, 1835,  p. 192, ISBN non esistente.
- (EN) Eitschberger, U., Sphingidae (Lepidoptera: Bombycoidea), in Mey, W. (ed.) The Lepidoptera of the Brandberg Massif in Namibia. Part 2, vol. 4, Esperiana Memoir, 2007,  pp. 195-203, pl. 16, ISBN 3-9802644-3-2.
- (EN) Grime, J. P., Plant strategies and vegetation processes, 2ª edizione, New York, Wiley, 2002,  p. 456, ISBN 978-0-470-85040-4.
- (FR) Griveaud, P., Sphingidae, in Faune de Madagascar, vol. 8, 1959,  pp. 161, 13 pIs., 235 figs, ISBN non esistente.
- (FR) Guérin-Méneville, F. E., Insectes, in Lefèvre, T. Voyage en Abyssinie executé pendant les années 1839, 1840, 1841, 1842, 1843 par une commission scientifique composée de MM Théophile Lefebvre, A. Petit, Quartin- Dillon et Vignaud. 4. Histoire naturelle: zoologie. + Atlas, vol. 6, 1849,  pp. 364-398, pls. 1-12.
- (FR) Guillermet, C., Les Hétérocères ou papillons de nuit, de l'île de La Réunion, Volume 2. Noctuidae trifides, Sphingidae, Arctiidae, Geometridae, Uraniidae, Association N.D.P.(Nature, Découverte et Partage), 2006,  pp. 1-442, pls. 1-10, ISBN 9782952196048.
- (EN) Gunn, D., The White-lined Grape-vine Sphinx Moth (Hippotion celerio), vol. 2, Pretoria, Bulletin of the Union of South Africa - Department of Agriculture and Forestry, 1918.
- (EN) Harris, M., An exposition of English insects, with curious observations and remarks, wherein each insect is particularly described; its parts and properties considered; the different sexes distinguished, and the natural history faithfully related. The whole illustrated with copper plates, drawn, engraved and coloured by the author, Moses Harris, J. Millan, near Whitehall, author, and J. Millan, 1781,  p. 166, ISBN non esistente.
- (DE) Hübner, J., Verzeichniss bekannter Schmettlinge, Augsburg, bey dem Verfasser zu Finden, 1819  [1816],  p. 503, ISBN non esistente.
- (EN) Johnson, C. G., Migration and dispersal of insects by flight, Methuen, 1969,  p. 763, ISBN non esistente.
- (EN) Joly, C., Bernaud, D. & Pierre, J., Entomological mission to Malawi, Lambillionea, vol. 105, 1 (suppl.), Tervuren, Bruxelles, Union des entomologistes belges, 2005, ISBN non esistente.
- (EN) Kirby, W. F., A synonymic catalogue of Lepidoptera Heterocera. (Moths), Vol. 1. Sphinges and bombyces, Londra, Gurney & Jackson, 1892,  p. 951, ISBN non esistente.
- (FR) Kiriakoff, S. G., Exploration du Parc Albert. Deuxième série. Lepidoptera Heterocera (partim), 16(3), Bruxelles, Institut des Parcs Nationaux du Congo et du Rwanda, 1963,  pp. 73-124, ISBN non esistente.
- (EN) Kitching, I. J. & Cadiou, J. M., Hawkmoths of the World. An annotated and illustrated revisionary checklist (Lepidoptera: Sphingidae), Ithaca, Comstock Publishing Associates, 2000,  p. 256, ISBN 978-0-8014-3734-2.
- (EN) Kühne, L., Sphingidae, Eupterotidae, Bombycidae, Arctiinae, Lithosiinae, and Aganaidae, in Kühne, L. (Ed.) Butterflies and moth diversity of the Kakamega forest (Kenya), Brandenburgische Uni, 2008,  pp. 81-92, 117-124, 135-144, 157-170, ISBN 9783000235689.
- (EN) Kükenthal, W. (Ed.), Handbuch der Zoologie / Handbook of Zoology, Band 4: Arthropoda - 2. Hälfte: Insecta - Lepidoptera, moths and butterflies, a cura di Kristensen, N. P., collana Handbuch der Zoologie, Fischer, M. (Scientific Editor), Teilband/Part 35: Volume 1: Evolution, systematics, and biogeography, Berlino, New York, Walter de Gruyter, 1999  [1998],  pp. x + 491, ISBN 978-3-11-015704-8, OCLC 174380917.
- (EN) Leraut, P., Moths of Europe, Gaëtan du Chatenet (prefazione); Nicholas Flay (traduzione in inglese); Gilbert Hodebert (disegni), I (Saturnids, Lasiocampids, Hawkmoths, Tiger Moths...), 1ª edizione, Verrières-le-Buisson, N.A.P., novembre 2006,  p. 318, tav. 52, fig. 8, ISBN 2-913688-07-1. URL consultato il 4 luglio 2014 (archiviato dall'url originale il 13 dicembre 2012).
- (LA) Linnaeus, Systema Naturae per Regna Tria Naturae, Secundum Classes, Ordines, Genera, Species, cum Characteribus, Differentiis, Symonymis, Locis, Tomis I, 10ª edizione, Holmiæ (Stoccolma), Laurentii Salvii, 1758,  p. 983, ISBN non esistente.
- (FR) Martiré, D. & Rochat, J., Les papillons de La Réunion et leurs chenilles, Parthénope, Biotope Éditions, 2008,  p. 496, ISBN 9782914817073.
- (DE) Ochsenheimer, F., Die schmetterlinge von Europa, vol. 4, Lipsia, Fleischer, 1816,  p. 223, ISBN non esistente.
- (DE) Oken, L., Lehrbuch der Naturgeschichte. Dritter Theil: Zoologie, vol. 3, Jena, A. Schmid, 1815,  p. 909, ISBN non esistente.
- (EN) Pinhey, E. C. G., Moths of Southern Africa: descriptions and colour illustrations of 1183 species, Tafelberg, 1975,  pp. i-iv, 1-273, pls. 1-63, ISBN non esistente.
- (EN) Pinhey, E. C. G., Hawk moths of central and southern Africa, Longmans, South Africa, National Museums of Southern Rhodesia, 1962, ISBN non esistente.
- (DE, LA) Saalmüller, M., Erste Abtheilung. Rhopalocera, Heterocera: Sphinges et Bombyces, in Lepidopteren von Madagascar. Neue und wenig bekannte Arten, zumeist aus der Sammlung der Senckenberg'schen naturforschenden Gesellschaft zu Frankfurt am Main, unter Berücksichtigung der gesammten Lepidopteren-Fauna Madagascars, vol. 1, Francoforte sul Meno, Im Selbstverlag der Gesellschaft, 1884,  pp. 1-246, pls. 1-6, ISBN non esistente.
- (EN) Schaus, W. & Clements, W. G., On a collection of Sierra Leone Lepidoptera, Londra, R. H. Porter, 1893,  pp. i-vi, 1-46, pls. 1-3, ISBN non esistente.
- (EN) Scoble, M. J., The Lepidoptera: Form, Function and Diversity, seconda edizione, London, Oxford University Press & Natural History Museum, 2011  [1992],  pp. xi, 404, ISBN 978-0-19-854952-9, LCCN 92004297, OCLC 25282932.
- (EN) Stehr, F. W. (Ed.), Immature Insects, 2 volumi, seconda edizione, Dubuque, Iowa, Kendall/Hunt Pub. Co., 1991  [1987],  pp. ix, 754, ISBN 9780840337023, LCCN 85081922, OCLC 13784377.
- (DE) Strand, E., Lepidoptera, in Voeltzkow, A., Reise in Ostafrika in den Jahren 1903-1905. Band 3 Heft 5. Systematische Arbeiten. Flora und Fauna der Comoren, vol. 3, n. 5, Stoccarda, E. Schweizerbartsche Verlagsbuchhandlung, 1917,  pp. 466-472, ISBN non esistente.
- (EN) Swinhoe, C., Catalogue of eastern and Australian Lepidoptera Heterocera in the collection of the Oxford University Museum, vol. 1, Oxford, Clarendon Press, 1892,  p. 324, ISBN non esistente.
- Tremblay, E., Entomologia applicata, volume I - Generalità e mezzi di controllo, 20ª ed., Napoli, Liguori, 2003  [1976],  p. 282, ISBN 978-88-207-0681-4.
- Tremblay, E., Entomologia applicata, volume II, parte II, 3ª ed., Napoli, Liguori, 1993  [1986],  p. 437, ISBN 88-207-1405-1.
- (EN) Tutt, J. W., A natural history of the British Lepidoptera : a text-book for students and collectors, vol. 4, Londra - Berlino, S. Sonnenschein - Friedländer & Sohn, 1904,  p. 542, ISBN non esistente.
- (LA, EN) Walker, F., List of the specimens of lepidopterous insects in the collection of the British Museum. Part VII. Lepidoptera Heterocera, vol. 7, Londra, Order of the Trustees, 1856a,  pp. i-iv, 1509-1808, ISBN non esistente.
- (LA, EN) Walker, F., List of the Specimens of Lepidopterous Insects in the Collection of the British Museum. Part VIII. Sphingidae, vol. 8, Londra, Order of the Trustees, 1856b,  pp. i-iv, 1-271, ISBN non esistente.